# Sufrágio feminino nos Estados Unidos

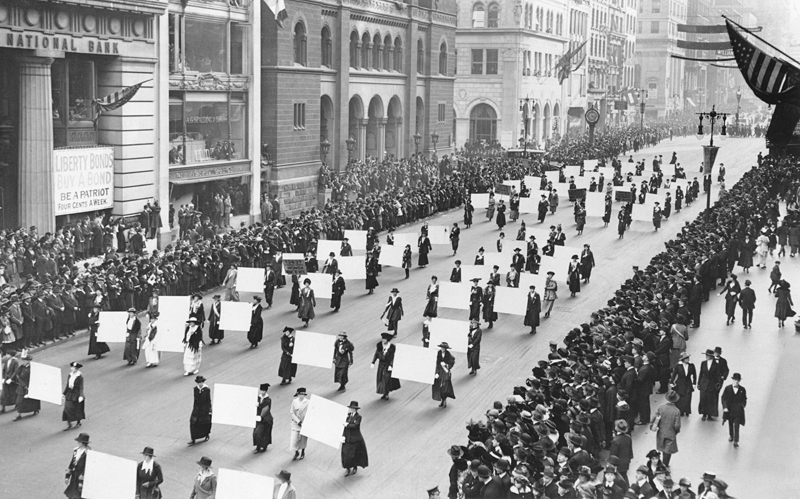
As sufragistas femininas desfilam na cidade de Nova York em 1917, carregando cartazes com as assinaturas de mais de um milhão de mulheres.

O sufrágio feminino, ou o direito das mulheres de votar, foi estabelecido nos Estados Unidos no final do século XIX e início do século XX, inicialmente em vários estados e localidades, e posteriormente em nível nacional, com a ratificação da Décima Nona Emenda à Constituição dos Estados Unidos, em 1920.
A demanda pelo sufrágio feminino começou a ganhar força na década de 1840, emergindo do movimento mais amplo pelos direitos das mulheres. Em 1848, a Convenção de Seneca Falls, a primeira convenção dedicada aos direitos das mulheres, aprovou uma resolução a favor do sufrágio feminino, apesar da oposição de alguns organizadores que consideravam a ideia demasiado radical. Entretanto, na época da primeira Convenção Nacional dos Direitos das Mulheres, em 1850, o sufrágio estava se tornando um aspecto cada vez mais significativo das atividades do movimento.
As primeiras organizações nacionais de sufrágio feminino foram estabelecidas em 1869, com a formação de duas entidades concorrentes: uma liderada por Susan B. Anthony e Elizabeth Cady Stanton e a outra por Lucy Stone e Frances Ellen Watkins Harper. Após anos de rivalidade, essas organizações se fundiram em 1890, formando a Associação Nacional do Sufrágio Feminino Americano (National American Woman Suffrage Association - NAWSA), com Anthony como sua principal figura. A União Cristã de Temperança da Mulher [en] (Women's Christian Temperance Union - WCTU), que era a maior organização feminina da época, foi fundada em 1873 e também buscava o sufrágio feminino, dando um grande impulso ao movimento.
Na expectativa de que a Suprema Corte dos Estados Unidos reconhecesse o direito constitucional das mulheres ao voto, as sufragistas tentaram votar no início da década de 1870 e, subsequentemente, moveram ações judiciais após serem rejeitadas. Anthony conseguiu votar em 1872, mas foi presa por esse ato e considerada culpada em um julgamento amplamente divulgado, o que deu novo impulso ao movimento. Após a Suprema Corte decidir contra as sufragistas no caso Minor v. Happersett [en], em 1875, elas iniciaram uma campanha de décadas para emendar a Constituição dos EUA e garantir o direito de voto às mulheres. Grande parte da energia do movimento foi dedicada ao esforço de conquistar o sufrágio em cada estado, incluindo a busca por direitos de posse de cargos públicos, como forma de fortalecer o argumento a favor do direito de voto.
O primeiro estado a conceder o direito de voto às mulheres foi o Wyoming em 1869, seguido por Utah em 1870, Colorado em 1893, Idaho em 1896, Washington em 1910, Califórnia em 1911, Oregon e Arizona em 1912, Montana em 1914, Dakota do Norte, Nova York e Rhode Island em 1917, Louisiana, Oklahoma e Michigan em 1918.
Em 1916, Alice Paul formou o Partido Nacional da Mulher (National Woman's Party - NWP), um grupo voltado para a aprovação de uma emenda nacional do sufrágio. Mais de 200 apoiadoras do NWP, as Sentinelas Silenciosas, foram presas em 1917 durante piquetes na Casa Branca. Algumas dessas mulheres entraram em greve de fome e foram submetidas a alimentação forçada após serem enviadas para a prisão. Sob a liderança de Carrie Chapman Catt, a NAWSA, com dois milhões de membros, também fez da emenda do sufrágio nacional sua principal prioridade. Após uma série de difíceis votações no Congresso dos EUA e nas legislaturas estaduais, a Décima Nona Emenda foi ratificada e tornou-se parte da Constituição dos EUA em 18 de agosto de 1920. A emenda declara: "O direito de voto dos cidadãos dos Estados Unidos não deve ser negado ou restringido pelos Estados Unidos ou por qualquer Estado em razão do sexo".

## História nacional

### Histórico
A maioria dos primeiros estados dos EUA, dando continuidade às suas tradições pré-Guerra Revolucionária como colônias britânicas, adotou constituições que negavam expressamente o direito de voto às mulheres. A base para essa prática estava enraizada nas visões tradicionais da sociedade e nas doutrinas jurídicas. Durante a Idade Média, a lei comum inglesa adotou a doutrina da cobertura, que sustentava que uma mulher casada era uma "feme covert" sem personalidade jurídica própria e que era legalmente considerada indistinta de seu marido.

### Atividade eleitoral inicial
Em 1756, Lydia Taft, uma viúva rica, teve permissão para votar nas reuniões da cidade de Uxbridge, Massachusetts. Não se sabe de nenhuma outra mulher da era colonial que tenha votado. A constituição de Nova Jersey de 1776 concedeu o direito de voto a todos os habitantes adultos que possuíam uma quantidade específica de propriedades. As leis promulgadas em 1790 e 1797 referiam-se aos eleitores como "ele ou ela", e as mulheres votavam regularmente. Entretanto, uma lei aprovada em 1807 excluiu as mulheres da votação naquele estado.
O Kentucky aprovou a primeira lei estadual de sufrágio feminino na era antebellum (desde que Nova Jersey revogou seus direitos de sufrágio feminino em 1807) em 1838, permitindo o voto de qualquer viúva ou mulher solteira (legalmente, chefe de família) com mais de 21 anos, que residisse e possuísse propriedade sujeita a tributação para o sistema de "escola comum" do novo condado. Esse direito parcial de sufrágio para as mulheres não foi especificado como aplicável apenas a brancas.

### Surgimento do movimento pelos direitos das mulheres

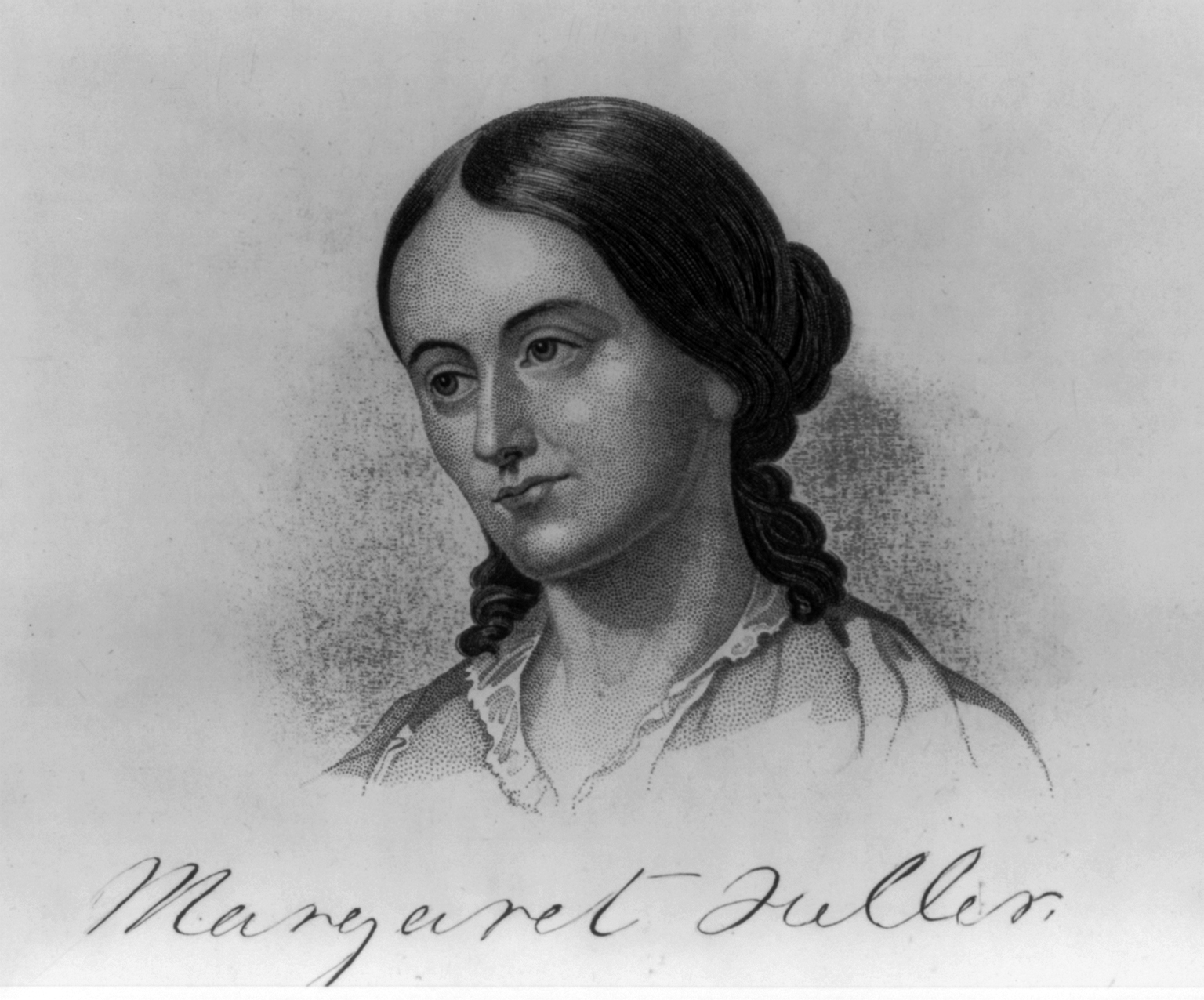
Margaret Fuller.

A demanda pelo sufrágio feminino emergiu como parte de um movimento mais amplo pelos direitos das mulheres. No Reino Unido, em 1792, Mary Wollstonecraft publicou A Vindication of the Rights of Woman, um livro pioneiro no campo do feminismo. Em Boston, em 1838, Sarah Grimké [en] publicou The Equality of the Sexes and the Condition of Women, que teve ampla divulgação. Em 1845, Margaret Fuller publicou Woman in the Nineteenth Century [en], um trabalho fundamental do feminismo americano que apareceu pela primeira vez em forma de série em 1839 no The Dial [en], um periódico transcendentalista editado por Fuller.
No entanto, foi necessário superar barreiras significativas antes que a campanha pelo sufrágio feminino pudesse ganhar força significativa. Uma dessas barreiras era a forte oposição ao envolvimento das mulheres em assuntos públicos, uma prática que não era totalmente aceita nem mesmo entre os ativistas da reforma. Somente após intenso debate as mulheres foram aceitas como membros da Sociedade Americana Anti-Escravidão (American Anti-Slavery Society - AASS) na convenção de 1839. A organização se dividiu na convenção seguinte, quando mulheres foram nomeadas para os comitês.
A oposição era especialmente forte contra a ideia de mulheres falarem para públicos de homens e mulheres. Frances Wright [en], uma escocesa, foi alvo de duras críticas por fazer palestras públicas nos Estados Unidos em 1826 e 1827. Quando as irmãs Grimké [en], oriundas de uma família escravocrata da Carolina do Sul, abordaram a questão da escravidão em todo o nordeste na metade da década de 1830, os ministros da Igreja Congregacional, uma das principais forças da região, publicaram uma declaração condenando suas ações. Apesar da desaprovação, em 1838, Angelina Grimké [en] se tornou a primeira mulher nos EUA a falar perante um órgão legislativo, ao discursar contra a escravidão diante da legislatura de Massachusetts.
Outras mulheres começaram a se engajar em discursos públicos, especialmente para se opor à escravidão e apoiar os direitos das mulheres. Entre as primeiras oradoras estavam Ernestine Rose [en], uma imigrante judia da Polônia; Lucretia Mott, uma ministra quaker e abolicionista; e Abby Kelley Foster [en], uma abolicionista quaker. No final da década de 1840, Lucy Stone iniciou sua carreira como oradora pública e rapidamente se tornou uma das mais renomadas palestrantes. Defendendo tanto os movimentos abolicionistas quanto os direitos das mulheres, Stone desempenhou um papel crucial na redução do preconceito contra mulheres que se apresentavam em público.
No entanto, a oposição continuou a ser forte. Uma convenção regional de direitos das mulheres em Ohio, em 1851, foi interrompida por opositores do sexo masculino. Sojourner Truth, que proferiu seu famoso discurso "Ain't I a Woman?" na convenção, abordou diretamente parte dessa oposição em sua fala. A Convenção Nacional dos Direitos da Mulher, em 1852, também foi interrompida, e a ação da multidão na convenção de 1853 chegou perto da violência. A Convenção Mundial de Temperança, realizada em Nova York em 1853, foi paralisada por três dias devido a uma disputa sobre a permissão para que as mulheres discursassem. Susan B. Anthony, uma das líderes do movimento pelo sufrágio, comentou mais tarde: "Nenhum passo avançado dado pelas mulheres foi tão amargamente contestado quanto o de falar em público. Por nada do que elas tentaram, nem mesmo para garantir o sufrágio, foram tão maltratadas, condenadas e antagonizadas".
As leis que restringiam drasticamente a atividade independente das mulheres casadas também criaram barreiras à campanha pelo sufrágio feminino. Segundo os Commentaries on the Laws of England [en], de William Blackstone — um comentário autorizado sobre a lei comum inglesa que influenciou o sistema jurídico americano —, "Pelo casamento, o marido e a mulher são uma só pessoa na lei: isto é, a própria existência legal da mulher é suspensa durante o casamento". Blackstone estava se referindo à doutrina da cobertura, que foi introduzida na Inglaterra pelos normandos na Idade Média. Em 1862, o presidente da Suprema Corte da Carolina do Norte negou o divórcio a uma mulher cujo marido a havia chicoteado, dizendo: "A lei dá ao marido o poder de usar o grau de força necessário para fazer com que a esposa se comporte e conheça seu lugar". Em muitos estados, as mulheres casadas não podiam assinar contratos legalmente, o que dificultava a organização de salões de convenções, materiais impressos e outras coisas necessárias ao movimento sufragista. Restrições como essas foram superadas em parte pela aprovação de leis de propriedade de mulheres casadas em vários estados, apoiadas em alguns casos por pais ricos que não queriam que a herança de suas filhas ficasse sob o controle total de seus maridos.
O sentimento em favor dos direitos das mulheres era forte na ala radical do movimento abolicionista. William Lloyd Garrison, líder da Sociedade Americana Anti-Escravidão, disse: "Duvido que um movimento mais importante tenha sido lançado em relação ao destino da raça do que esse em relação à igualdade dos sexos". O movimento abolicionista, no entanto, atraía apenas cerca de um por cento da população naquela época, e os abolicionistas radicais eram apenas uma parte desse movimento.

### Apoio inicial ao sufrágio feminino
A Convenção Constitucional do Estado de Nova York de 1846 recebeu petições em apoio ao sufrágio feminino de residentes de pelo menos três condados.
Diversos membros da ala radical do movimento abolicionista apoiaram o sufrágio feminino. Em 1846, Samuel Joseph May [en], um ministro unitarista e abolicionista radical, defendeu vigorosamente o sufrágio feminino em um sermão que posteriormente circulou como o primeiro de uma série de tratados sobre os direitos das mulheres. Também em 1846, a Liga da Liberdade, uma ramificação do Partido da Liberdade [en] abolicionista, apresentou uma petição ao Congresso solicitando o direito de voto para as mulheres. Durante uma convenção do Partido da Liberdade realizada em Rochester, Nova York, em maio de 1848, foi aprovada uma resolução que pedia "sufrágio universal em seu sentido mais amplo, incluindo mulheres e homens". Gerrit Smith, candidato presidencial do partido, fez um discurso na Convenção Nacional da Liberdade em Buffalo, Nova York, que detalhou o apelo de seu partido pelo sufrágio feminino. Lucretia Mott foi sugerida como candidata à vice-presidência do partido — a primeira vez que uma mulher foi proposta para um cargo executivo federal nos EUA — e recebeu cinco votos dos delegados na convenção.

### As primeiras convenções pelos direitos das mulheres
Na época, o sufrágio feminino não era um tópico central no movimento pelos direitos das mulheres. Muitos de seus ativistas estavam alinhados com a ala Garrisoniana do movimento abolicionista, que acreditava que os defensores dos direitos humanos deveriam evitar a atividade política e se concentrar em persuadir os outros através de "persuasão moral". Além disso, muitos desses ativistas eram quakers, cujas tradições desencorajavam a participação de homens e mulheres em atividades políticas seculares. No entanto, uma série de convenções sobre os direitos das mulheres desempenhou um papel significativo na mudança dessas atitudes.

#### Convenção de Seneca Falls

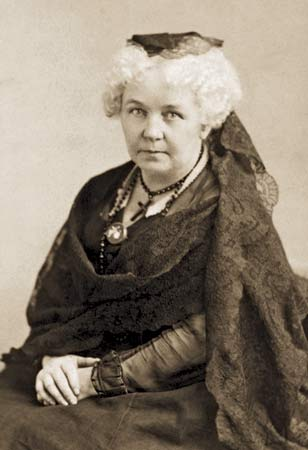
Elizabeth Cady Stanton.

A primeira convenção sobre os direitos das mulheres foi a Convenção de Seneca Falls, realizada em 19 e 20 de julho de 1848 em Seneca Falls, na região de Finger Lakes, em Nova York. O evento foi convocado por cinco mulheres, quatro das quais eram ativistas sociais quakers, incluindo a renomada Lucretia Mott. A quinta organizadora era Elizabeth Cady Stanton, que já havia discutido com Mott a necessidade de um movimento organizado pelos direitos das mulheres anos antes. Stanton, oriunda de uma família profundamente envolvida com política, tornou-se uma força crucial na promoção da ideia de que a pressão política era essencial para alcançar os objetivos do movimento, considerando o direito ao voto como uma ferramenta fundamental.
Cerca de 300 mulheres e homens participaram do evento, que teve ampla cobertura da imprensa. A única resolução que não foi adotada por unanimidade foi a proposta por Stanton, que exigia o direito de voto para as mulheres. Quando seu marido, um conhecido reformador social, soube da proposta, ele se recusou a participar da convenção e acusou Stanton de transformar os procedimentos em uma farsa. Lucretia Mott, a principal oradora, também expressou desconforto com a proposta. A resolução foi aprovada somente após o forte apoio de Frederick Douglass, um líder abolicionista e ex-escravo. A Declaração de Sentimentos da convenção, escrita principalmente por Stanton, visava estabelecer um movimento pelos direitos das mulheres e incluía uma lista de queixas, com as duas primeiras protestando contra a falta de sufrágio feminino. As queixas dirigidas ao governo dos Estados Unidos "exigiam reformas governamentais e mudanças nos papéis e comportamentos masculinos que promoviam a desigualdade para as mulheres".
Essa convenção foi seguida, duas semanas depois, pela Convenção dos Direitos da Mulher de Rochester de 1848, que contou com muitos dos mesmos oradores e também votou a favor do sufrágio feminino. Foi a primeira convenção de direitos das mulheres a ser presidida por uma mulher, uma medida considerada radical na época. Posteriormente, a Convenção das Mulheres de Ohio [en], realizada em Salem em 1850, marcou a primeira convenção estadual sobre os direitos das mulheres e também endossou o sufrágio feminino.

#### Convenções nacionais
A primeira de uma série de Convenções Nacionais dos Direitos da Mulher foi realizada em Worcester, Massachusetts, nos dias 23 e 24 de outubro de 1850, por iniciativa de Lucy Stone e Paulina Wright Davis [en]. Essas convenções nacionais ocorreram quase anualmente até 1860, quando foram interrompidas pela Guerra Civil (1861-1865). O sufrágio feminino havia se tornado um dos principais objetivos dessas convenções, ao contrário da questão controversa que havia sido na Convenção de Seneca Falls dois anos antes. Na primeira convenção nacional, Stone proferiu um discurso que incluía um apelo para que as legislaturas estaduais solicitassem o direito ao sufrágio.
Os relatos dessa convenção chegaram à Grã-Bretanha, levando Harriet Taylor, que mais tarde se casaria com o filósofo John Stuart Mill, a escrever um ensaio intitulado The Enfranchisement of Women, que foi publicado na The Westminster Review [en]. Antecipando o movimento das mulheres nos EUA, o ensaio de Taylor contribuiu para o início de um movimento semelhante na Grã-Bretanha. O trabalho foi reimpresso como um tratado sobre os direitos das mulheres nos EUA e permaneceu em circulação por várias décadas.

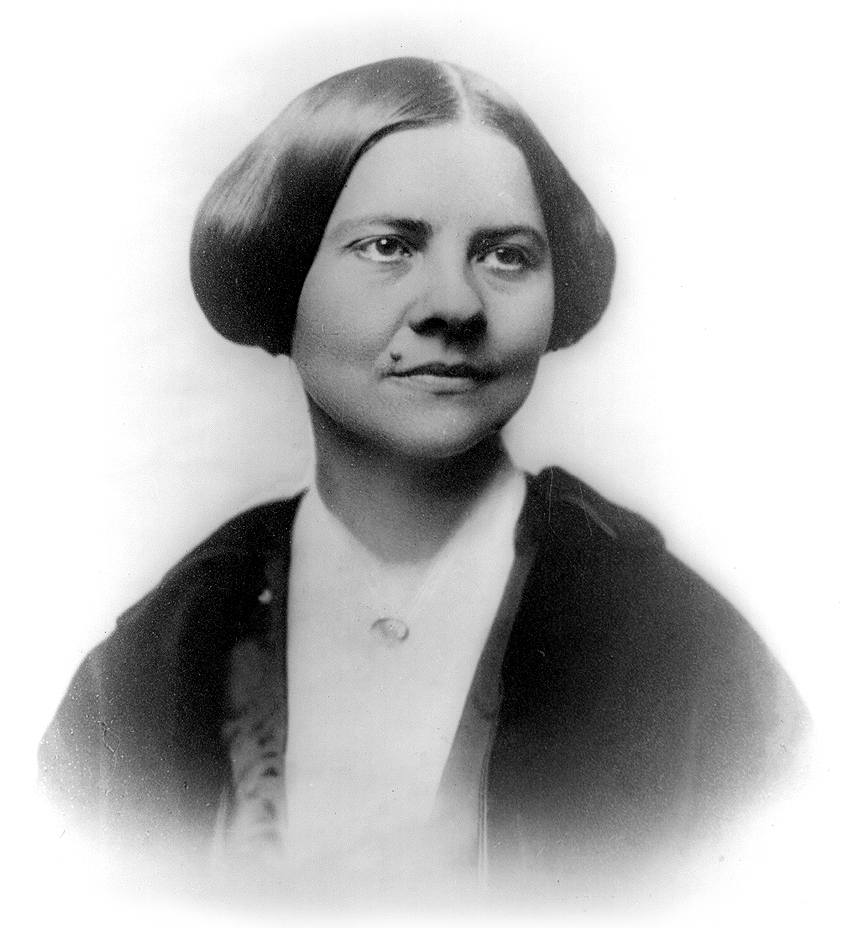
Lucy Stone.

Wendell Phillips, um proeminente abolicionista e defensor dos direitos das mulheres, fez um discurso na segunda convenção nacional em 1851 chamado Shall Women Have the Right to Vote?. Nesse discurso, Phillips descreveu o sufrágio feminino como a pedra angular do movimento pelos direitos das mulheres, e o discurso foi posteriormente publicado como um tratado sobre os direitos das mulheres.
Várias das mulheres que desempenharam papéis importantes nas convenções nacionais, especialmente Stone, Anthony e Stanton, também foram líderes no estabelecimento de organizações de sufrágio feminino após a Guerra Civil. Elas também incluíram a demanda por sufrágio como parte de suas atividades durante a década de 1850. Em 1852, Stanton defendeu o sufrágio feminino em um discurso na Convenção de Temperança do Estado de Nova York. No ano seguinte, Stone se tornou a primeira mulher a pleitear o sufrágio perante um corpo legislativo, discursando na Convenção Constitucional de Massachusetts. Em 1854, Anthony organizou uma campanha de petição no Estado de Nova York que incluía a exigência do sufrágio, culminando em uma convenção sobre os direitos das mulheres na capital do estado e em um discurso de Stanton perante a legislatura estadual. Em 1857, Stone se recusou a pagar impostos com o argumento de que as mulheres eram tributadas sem poder votar nas leis tributárias. O policial vendeu seus bens domésticos em um leilão até conseguir dinheiro suficiente para pagar o imposto.
Durante esse período, o movimento pelos direitos das mulheres era vagamente estruturado, com poucas organizações estaduais e nenhuma organização nacional além de um comitê de coordenação responsável pelas convenções nacionais anuais. Grande parte da organização dessas convenções foi realizada por Stone, que era a líder mais visível do movimento. Na convenção nacional de 1852, foi proposta a formação de uma organização nacional de direitos das mulheres, mas a ideia foi abandonada devido ao receio de que pudesse criar uma estrutura excessivamente burocrática e levar a divisões internas.

### Colaboração Anthony-Stanton
Susan B. Anthony e Elizabeth Cady Stanton se encontraram em 1851 e rapidamente desenvolveram uma amizade íntima e uma parceria profissional. Sua colaboração ao longo de décadas foi crucial para o movimento pelo sufrágio e teve um impacto significativo na luta mais ampla pelos direitos das mulheres, a qual Stanton descreveu como "a maior revolução que o mundo já conheceu ou conhecerá". Elas possuíam habilidades complementares: Anthony se destacava na organização, enquanto Stanton tinha uma habilidade notável para questões intelectuais e redação. Durante esse período, Stanton, que estava em casa cuidando de vários filhos, escrevia discursos que Anthony proferia em reuniões que organizava. Juntas, elas desenvolveram um movimento sofisticado no Estado de Nova York, embora seu trabalho na época abordasse questões femininas de forma mais geral, e não especificamente o sufrágio.
Anthony, que eventualmente se tornou a figura mais associada ao sufrágio feminino na percepção pública, declarou mais tarde: "Eu não estava pronta para votar, não queria votar, mas queria salário igual para trabalho igual". No período imediatamente anterior à Guerra Civil, Anthony deu prioridade ao trabalho antiescravagista em detrimento de seu trabalho no movimento das mulheres.

### Liga Nacional Leal das Mulheres

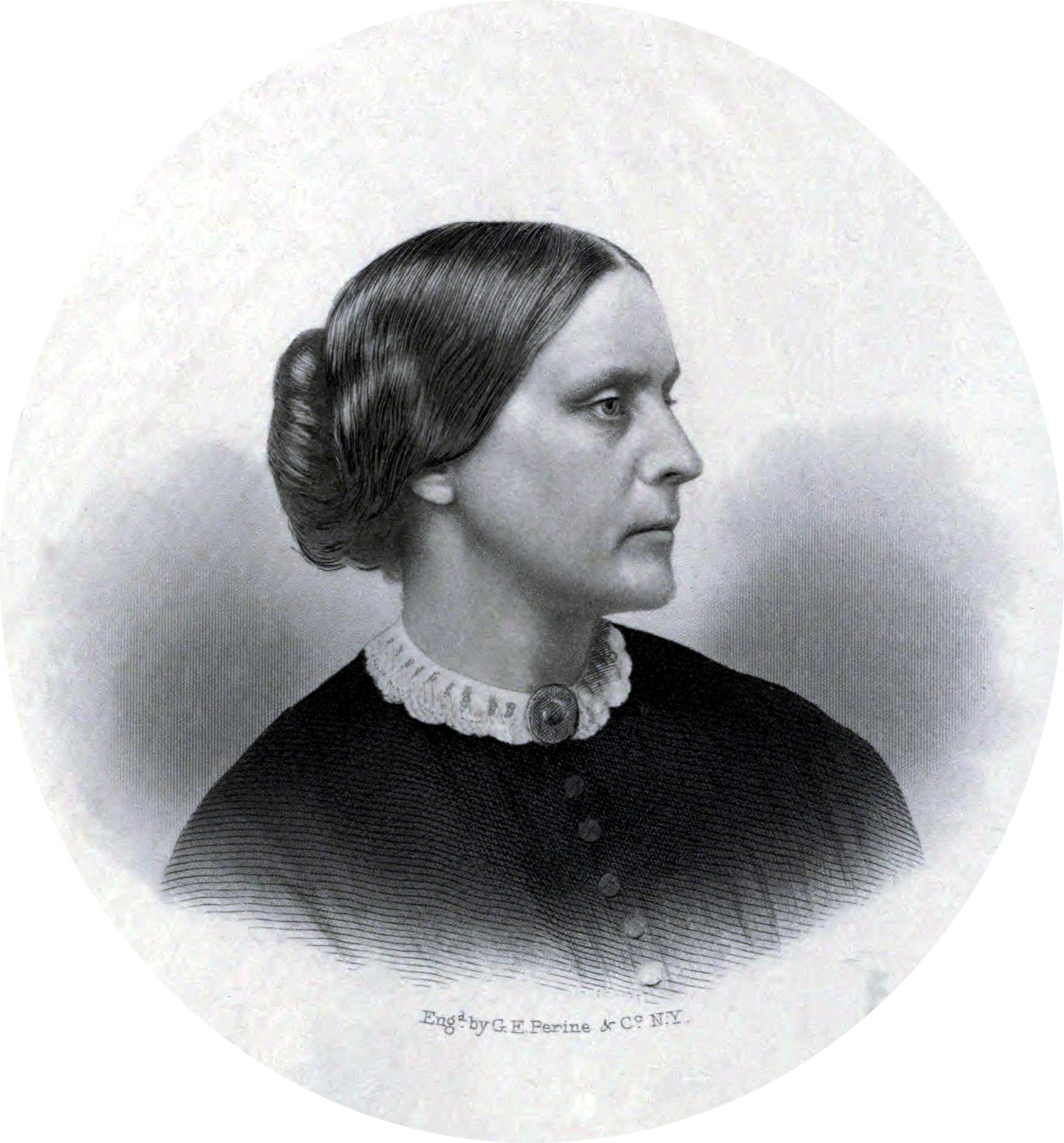
Susan B Anthony.

Apesar das objeções de Susan B. Anthony, os líderes do movimento concordaram em suspender as atividades relacionadas aos direitos das mulheres durante a Guerra Civil para focar na abolição da escravidão. Em 1863, Anthony e Elizabeth Cady Stanton fundaram a Liga Nacional Leal das Mulheres [en] (Women's Loyal National League), a primeira organização política nacional de mulheres nos Estados Unidos. A liga coletou quase 400.000 assinaturas em petições para a abolição da escravidão, marcando a maior campanha de petição da história do país até aquele momento.
Embora não fosse uma organização de sufrágio, a Liga deixou claro que defendia a igualdade política para as mulheres e, indiretamente, promoveu essa causa de várias maneiras. Stanton lembrou ao público que o abaixo-assinado era a única ferramenta política disponível para as mulheres em uma época em que somente os homens tinham permissão para votar. A impressionante campanha de petição da Liga demonstrou o valor da organização formal para o movimento das mulheres, que tradicionalmente resistia às estruturas organizacionais, e marcou a continuação da mudança do ativismo das mulheres da persuasão moral para a ação política. Os 5.000 membros constituíram uma ampla rede de mulheres ativistas que adquiriram experiência que ajudou a criar um pool de talentos para futuras formas de ativismo social, inclusive o sufrágio.

### Associação Americana de Direitos Iguais
A Décima Primeira Convenção Nacional dos Direitos da Mulher, realizada em 1866, foi a primeira desde a Guerra Civil e desempenhou um papel crucial na recuperação do ímpeto do movimento pelos direitos das mulheres. Durante esta convenção, foi decidido transformar a organização na Associação Americana de Direitos Iguais (American Equal Rights Association - AERA), com o objetivo de promover os direitos iguais para todos os cidadãos, com ênfase no sufrágio.
Além de Susan B. Anthony e Elizabeth Cady Stanton, que organizaram a convenção, a liderança da nova organização incluía destacados abolicionistas e ativistas pelos direitos das mulheres, como Lucretia Mott, Lucy Stone e Frederick Douglass. No entanto, a luta pela concessão do sufrágio universal enfrentou resistência de alguns líderes abolicionistas e de seus aliados no Partido Republicano, que acreditavam que a campanha pelo sufrágio feminino deveria ser adiada até que o direito ao voto fosse assegurado para os homens afro-americanos. Horace Greeley, um importante editor de jornal, aconselhou Anthony e Stanton a focarem nas reivindicações dos afro-americanos, afirmando: "Este é um período crítico para o Partido Republicano e para a vida de nossa nação [...] Eu os convido a lembrar que esta é a 'hora do negro', e seu primeiro dever agora é percorrer o Estado e defender suas reivindicações". Apesar dessa pressão, Anthony, Stanton e outros continuaram a advogar pelo sufrágio universal.
Em abril de 1867, Lucy Stone e seu marido, Henry Blackwell [en], lançaram a campanha da AERA no Kansas, promovendo referendos que visavam conceder o direito de voto tanto aos afro-americanos quanto às mulheres. Wendell Phillips, um líder abolicionista que se opunha à combinação dessas duas causas, bloqueou o financiamento esperado pela AERA para sua campanha, o que causou surpresa e descontentamento entre os líderes da organização. Após uma luta interna, os republicanos do Kansas decidiram apoiar apenas o sufrágio masculino e formaram um Comitê Anti-Sufrágio Feminino para se opor aos esforços da AERA. No final do verão, a campanha da AERA enfrentou um colapso iminente devido à exaustão financeira e críticas internas, especialmente após Anthony e Stanton aceitarem ajuda de George Francis Train [en], um rico empresário que, apesar de apoiar os direitos das mulheres, criticou o Partido Republicano e desdenhou a integridade dos afro-americanos.
Após a campanha no Kansas, a AERA começou a se fragmentar em duas facções, ambas defendendo o sufrágio universal, mas com estratégias distintas. Uma facção, liderada por Lucy Stone, estava disposta a permitir que os homens negros obtivessem o sufrágio primeiro, mantendo laços estreitos com o Partido Republicano e o movimento abolicionista. A outra facção, com Anthony e Stanton à frente, insistia na emancipação simultânea de mulheres e homens negros e buscava estabelecer um movimento feminino politicamente independente, desvinculado dos abolicionistas para obter apoio financeiro e outros recursos. A reunião anual da AERA em maio de 1869, marcada por conflitos acirrados, sinalizou o fim efetivo da organização, resultando na formação de duas organizações de sufrágio feminino concorrentes.

### Associação do Sufrágio Feminino da Nova Inglaterra

Petição dos cidadãos de Massachusetts em apoio ao sufrágio feminino.

Em 1868, em resposta à crescente divisão no movimento pelos direitos das mulheres, foi formada a Associação de Sufrágio Feminino da Nova Inglaterra (New England Woman Suffrage Association - NEWSA), a primeira grande organização política nos Estados Unidos dedicada ao sufrágio feminino. Os organizadores da convenção de fundação da NEWSA se empenharam em atrair o apoio dos republicanos, incluindo a presença de importantes políticos republicanos, como um senador dos Estados Unidos, na plataforma de oradores. Com a confiança crescente de que a Décima Quinta Emenda, que concederia o direito de voto aos homens afro-americanos, seria aprovada, Lucy Stone, futura presidente da NEWSA, apresentou uma resolução inesperada durante a convenção. A resolução pedia que o Partido Republicano abandonasse a expressão "sufrágio masculino" e apoiasse o sufrágio universal. Apesar da resistência de Frederick Douglass e de outros, Stone conseguiu convencer a assembleia a aprovar a resolução. No entanto, dois meses depois, diante do risco de a Décima Quinta Emenda ficar paralisada no Congresso, Stone reconsiderou sua posição e afirmou que "a mulher deve esperar pelo negro".

### Décima Quinta Emenda
Em maio de 1869, dois dias após a última reunião anual da AERA, Anthony, Stanton e outras formaram a Associação Nacional pelo Sufrágio Feminino (National Woman Suffrage Association - NWSA). Em novembro do mesmo ano, Lucy Stone, Frances Ellen Watkins Harper, Julia Ward Howe, Henry Blackwell e outras, muitas das quais haviam ajudado a estabelecer a Associação pelo Sufrágio Feminino da Nova Inglaterra um ano antes, formaram a Associação Americana pelo Sufrágio Feminino (American Woman Suffrage Association - AWSA). A rivalidade intensa entre essas duas organizações criou uma atmosfera partidária que persistiu por décadas, influenciando até mesmo os historiadores que estudam o movimento pelos direitos das mulheres.
A causa imediata dessa divisão foi a proposta da Décima Quinta Emenda à Constituição dos EUA, que visava proibir a negação do sufrágio com base na raça. O texto original da emenda incluía uma cláusula que proibia a discriminação eleitoral por motivo de sexo, mas essa cláusula foi removida posteriormente. Stanton e Anthony se opuseram à aprovação da emenda a menos que fosse acompanhada por uma emenda adicional que proibisse a negação do sufrágio com base no sexo. Elas argumentaram que, ao conceder o direito de voto exclusivamente aos homens e excluir todas as mulheres, a emenda criaria uma "aristocracia do sexo", legitimando constitucionalmente a ideia de superioridade masculina sobre as mulheres.

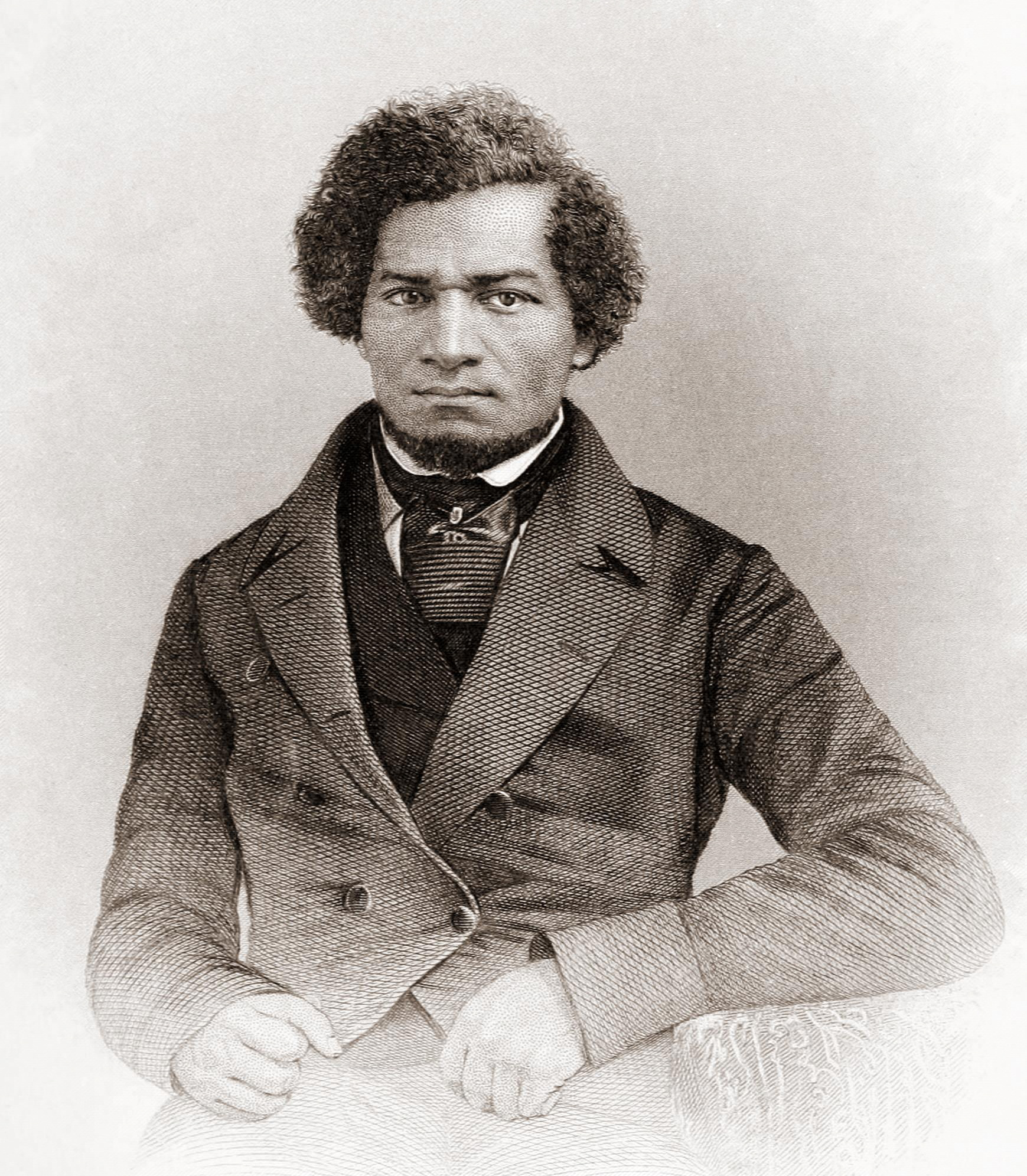
Frederick Douglass.

O poder e os privilégios masculinos eram considerados por Stanton como a raiz dos problemas da sociedade, e ela argumentava que nada deveria ser feito para reforçá-los. Stanton e Anthony também advertiram que os homens negros, que adquiririam o direito ao voto com a aprovação da Emenda, eram predominantemente contrários ao sufrágio feminino. Não eram apenas Stanton e Anthony que questionavam o apoio dos homens negros ao sufrágio feminino; Frederick Douglass, um fervoroso defensor do sufrágio feminino, afirmou: "A raça à qual pertenço geralmente não tem se posicionado corretamente sobre essa questão". No entanto, Douglass apoiou a Emenda com vigor, afirmando que era uma questão de vida ou morte para os ex-escravos. Lucy Stone, que se tornou a líder mais proeminente da AWSA, apoiou a Emenda, mas afirmou acreditar que o sufrágio feminino seria mais benéfico para o país do que o sufrágio para os homens negros. A AWSA e a maioria dos membros da AERA também apoiaram a emenda.
Ambas as alas do movimento estavam fortemente ligadas à oposição à escravidão, mas seus líderes frequentemente expressavam opiniões que refletiam as atitudes raciais da época. Stanton, por exemplo, acreditava que seria necessário um extenso processo educativo antes que o que ela chamava de "ordens inferiores" de ex-escravos e trabalhadores imigrantes pudessem participar de maneira significativa como eleitores. Em um artigo publicado no The Revolution, Stanton escreveu: "Mulheres americanas ricas, educadas, virtuosas e refinadas, se não quiserem que as ordens inferiores de chineses, africanos, alemães e irlandeses, com suas ideias inferiores de feminilidade, façam leis para vocês e suas filhas [...] exijam que as mulheres também sejam representadas no governo". Em outro artigo, ela fez uma declaração semelhante ao personificar esses quatro grupos étnicos como "Patrick e Sambo e Hans e Yung Tung". Lucy Stone convocou uma reunião sobre sufrágio em Nova Jersey para analisar a questão: "As mulheres devem ser omitidas na reconstrução? Devem [elas] ... ser classificadas politicamente abaixo dos homens mais ignorantes e degradados?" Henry Blackwell, marido de Stone e dirigente da AWSA, publicou uma carta aberta aos legisladores sulistas assegurando-lhes que, se permitissem que afro-americanos e mulheres votassem, "a supremacia política de sua raça branca permaneceria inalterada" e "a raça negra gravitaria pela lei da natureza em direção aos trópicos".
A AWSA buscava estreitar os laços com o Partido Republicano, na esperança de que a ratificação da Décima Quinta Emenda resultasse em uma pressão republicana pelo sufrágio feminino. A NWSA, embora decidida a manter sua independência política, criticava os republicanos. Anthony e Stanton escreveram uma carta para a Convenção Nacional Democrata de 1868 criticando o patrocínio republicano à Décima Quarta Emenda (que concedeu cidadania aos homens negros, mas introduziu pela primeira vez a palavra "masculino" na Constituição), dizendo: "Enquanto o partido dominante, com uma mão, ergueu dois milhões de homens negros e os coroou com a honra e a dignidade da cidadania, com a outra destronou quinze milhões de mulheres brancas - suas próprias mães e irmãs, suas próprias esposas e filhas - e as lançou sob o tacão das ordens mais baixas da masculinidade". Eles pediram aos democratas liberais que convencessem seu partido, que não tinha uma direção clara naquele momento, a adotar o sufrágio universal.
As duas organizações também apresentavam diferenças significativas. Embora ambas realizassem campanhas pelo sufrágio tanto em nível estadual quanto nacional, a NWSA tendia a operar mais em nível nacional, enquanto a AWSA se concentrava mais em nível estadual. A NWSA abordou inicialmente uma gama mais ampla de questões do que a AWSA, incluindo a reforma do divórcio e a igualdade salarial para as mulheres. A NWSA era liderada exclusivamente por mulheres, enquanto a AWSA incluía tanto homens quanto mulheres em sua liderança.
Com o tempo, muitos dos fatores que dividiram o movimento foram resolvidos. Em 1870, o debate sobre a Décima Quinta Emenda tornou-se irrelevante com a ratificação da Emenda. Em 1872, o descontentamento com a corrupção no governo provocou a deserção em massa de abolicionistas e outros reformadores sociais dos republicanos para o Partido Republicano Liberal, que teve uma existência breve. No entanto, a rivalidade entre os dois grupos de mulheres era tão intensa que a fusão entre eles só foi possível em 1890.

### New Departure

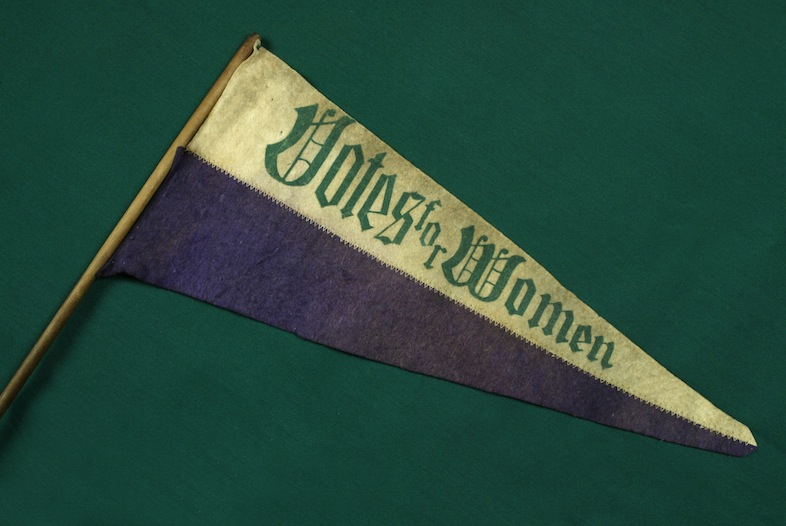
Flâmula da campanha Votes for Women.

Em 1869, Francis e Virginia Minor [en], um casal sufragista do Missouri, desenvolveram uma estratégia que ficou conhecida como New Departure [en], a qual mobilizou o movimento sufragista por vários anos. Eles argumentaram que a Constituição dos Estados Unidos implicitamente concedia o direito de voto às mulheres, baseando-se principalmente na Seção 1 da recém-adotada Décima Quarta Emenda, que afirma: "Todas as pessoas nascidas ou naturalizadas nos Estados Unidos e sujeitas à sua jurisdição são cidadãos dos Estados Unidos e do Estado em que residem. Nenhum Estado fará ou aplicará qualquer lei que restrinja os privilégios ou imunidades dos cidadãos dos Estados Unidos; nenhum Estado privará qualquer pessoa da vida, liberdade ou propriedade, sem o devido processo legal; nem negará a qualquer pessoa dentro de sua jurisdição a igual proteção das leis".
Em 1871, a NWSA adotou oficialmente a estratégia New Departure, encorajando as mulheres a tentar votar e a buscar ações judiciais caso esse direito fosse negado. Logo, centenas de mulheres tentaram votar em diversas localidades. Em alguns casos, ações similares ocorreram antes da formalização da estratégia New Departure; por exemplo, em 1868, em Vineland, Nova Jersey, um centro de espiritualistas radicais, cerca de 200 mulheres depositaram suas cédulas em uma caixa separada e tentaram contá-las, mas sem sucesso. A AWSA não adotou oficialmente a estratégia New Departure, mas Lucy Stone, sua líder, tentou votar em sua cidade natal, em Nova Jersey. Em um processo judicial resultante de uma ação movida por mulheres que haviam sido impedidas de votar, o Tribunal Distrital dos EUA em Washington, D.C., determinou que as mulheres não tinham o direito implícito de votar, declarando que "o fato de que o funcionamento prático do direito presumido seria destrutivo para a civilização é decisivo para que o direito não exista".
Em 1871, Victoria Woodhull, corretora da bolsa de valores, tornou-se a primeira mulher a falar perante um comitê do Congresso. Apesar de ter pouca ligação prévia com o movimento das mulheres, ela apresentou uma versão modificada da estratégia New Departure. Em vez de solicitar aos tribunais uma declaração sobre o direito de voto das mulheres, Woodhull pediu ao Congresso que declarasse que a Constituição implicitamente concedia esse direito. O comitê rejeitou sua sugestão. Inicialmente, a NWSA recebeu com entusiasmo a inesperada entrada de Woodhull na cena. Stanton, em particular, apoiou a proposta de Woodhull de formar um partido reformista de base ampla que apoiasse o sufrágio feminino. Anthony, no entanto, se opôs a essa ideia, desejando que a NWSA permanecesse politicamente independente. A NWSA logo se arrependeu de sua associação com Woodhull. Em 1872, Woodhull publicou detalhes sobre um suposto caso de adultério envolvendo o Rev. Henry Ward Beecher, presidente da AWSA, e Elizabeth Tilton, esposa de um importante membro da NWSA. O julgamento subsequente de Beecher foi noticiado em jornais de todo o país, resultando no que um acadêmico chamou de "teatro político" que prejudicou gravemente a reputação do movimento sufragista.
Em 1875, a Suprema Corte pôs fim à estratégia da New Departure ao decidir, no caso Minor v. Happersett [en], que "a Constituição dos Estados Unidos não confere o direito de voto a ninguém". Em resposta, a NWSA decidiu adotar a abordagem mais desafiadora de fazer campanha por uma emenda constitucional que garantisse o direito de voto às mulheres.

### Estados Unidos v. Susan B. Anthony
Em um caso que gerou ampla controvérsia nacional, Susan B. Anthony foi presa por violar a Lei de Execução de 1870 [en] ao votar na eleição presidencial de 1872. Durante o julgamento, o juiz instruiu o júri a proferir um veredicto de culpado. Quando o juiz questionou Anthony, que não tinha permissão para falar durante o processo, se ela tinha algo a declarar, ela proferiu o que um historiador descreveu como "o discurso mais famoso da história da agitação pelo sufrágio feminino". Ela chamou de "esse ultraje arbitrário aos meus direitos de cidadã", dizendo: "[...] vocês pisotearam todos os princípios vitais de nosso governo. Meus direitos naturais, meus direitos civis, meus direitos políticos, meus direitos judiciais são todos igualmente ignorados". O juiz sentenciou Anthony a pagar uma multa de US$ 100, ela respondeu: "Nunca pagarei um dólar de sua pena injusta", e nunca o fez. Entretanto, o juiz não ordenou que ela fosse presa até que pagasse a multa, pois Anthony poderia ter apelado de seu caso. Em 18 de agosto de 2020, o presidente dos EUA, Donald Trump, perdoou postumamente Anthony no centenário da ratificação da 19ª Emenda.

### History of Woman Suffrage
Em 1876, Susan B. Anthony, Elizabeth Cady Stanton e Matilda Joslyn Gage iniciaram o trabalho na History of Woman Suffrage [en]. Inicialmente planejada como uma publicação modesta e de rápida produção, a obra evoluiu para uma série de seis volumes, com mais de 5.700 páginas, completada ao longo de um período de 41 anos. Os dois últimos volumes foram publicados em 1920, após a morte dos principais autores do projeto, sendo editados por Ida Husted Harper, que também colaborou com o quarto volume. A History of Woman Suffrage foi escrita por líderes de uma facção do movimento sufragista, e a principal rival do grupo, Lucy Stone, recusou-se a participar do projeto. Embora o trabalho tenha preservado uma quantidade significativa de material que, de outra forma, poderia ter se perdido, ele não proporciona uma visão equilibrada dos eventos, especialmente no que se refere às suas rivais. Por muitos anos, a obra foi a principal fonte de documentação sobre o movimento sufragista, levando os historiadores a buscar outras fontes para oferecer uma perspectiva mais equilibrada.

### Introdução da emenda do sufrágio feminino

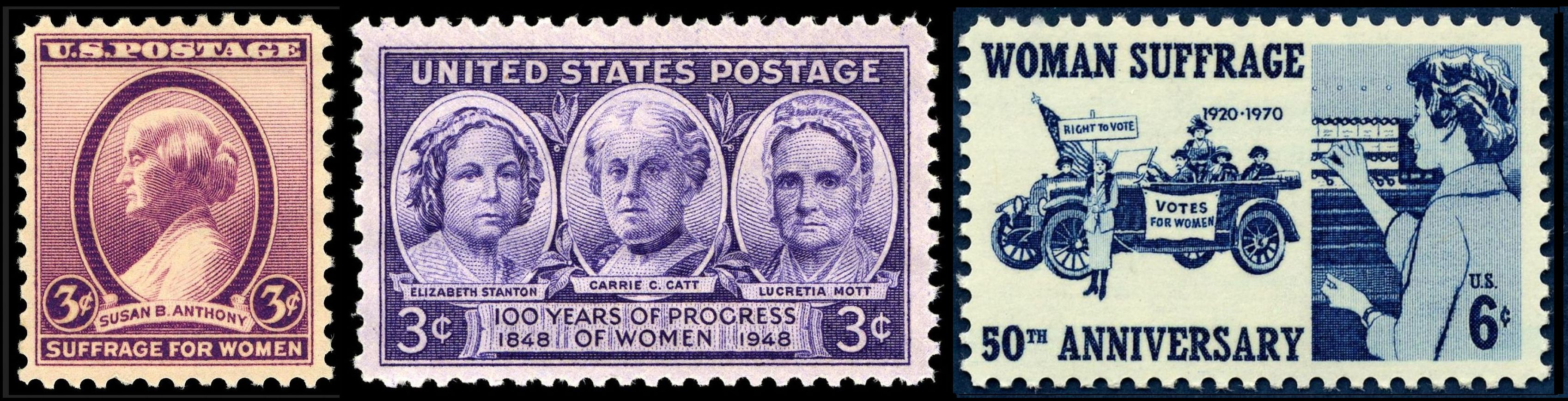
Durante o século XX, o Departamento de Correios dos EUA, administrado pelo governo dos EUA, emitiu selos postais comemorativos celebrando mulheres notáveis que lutaram pelo sufrágio feminino e outros direitos para as mulheres. Da esquerda para a direita:- Susan B Anthony, edição de 1936;
- Elizabeth Stanton, Carrie C. Catt, Lucretia Mott, edição de 1948;
- Sufrágio feminino, edição de 1970, comemorando o 50º aniversário do direito de voto para as mulheres.

Em 1878, o senador Aaron Sargent [en], um aliado de Susan B. Anthony, apresentou ao Congresso uma emenda sobre o sufrágio feminino. Mais de quatro décadas depois, essa proposta se tornaria a Décima Nona Emenda à Constituição dos Estados Unidos, mantendo sua redação original. O texto da Décima Nona Emenda é idêntico ao da Décima Quinta Emenda, com a diferença de que proíbe a negação do sufrágio com base no sexo, em vez de "raça, cor ou condição anterior de servidão". Apesar de ser, na maioria das questões, um político de máquina, Sargent era um defensor consistente dos direitos das mulheres, participando de convenções de sufrágio e promovendo a causa através do processo legislativo.

### Primeiras candidatas a cargos nacionais

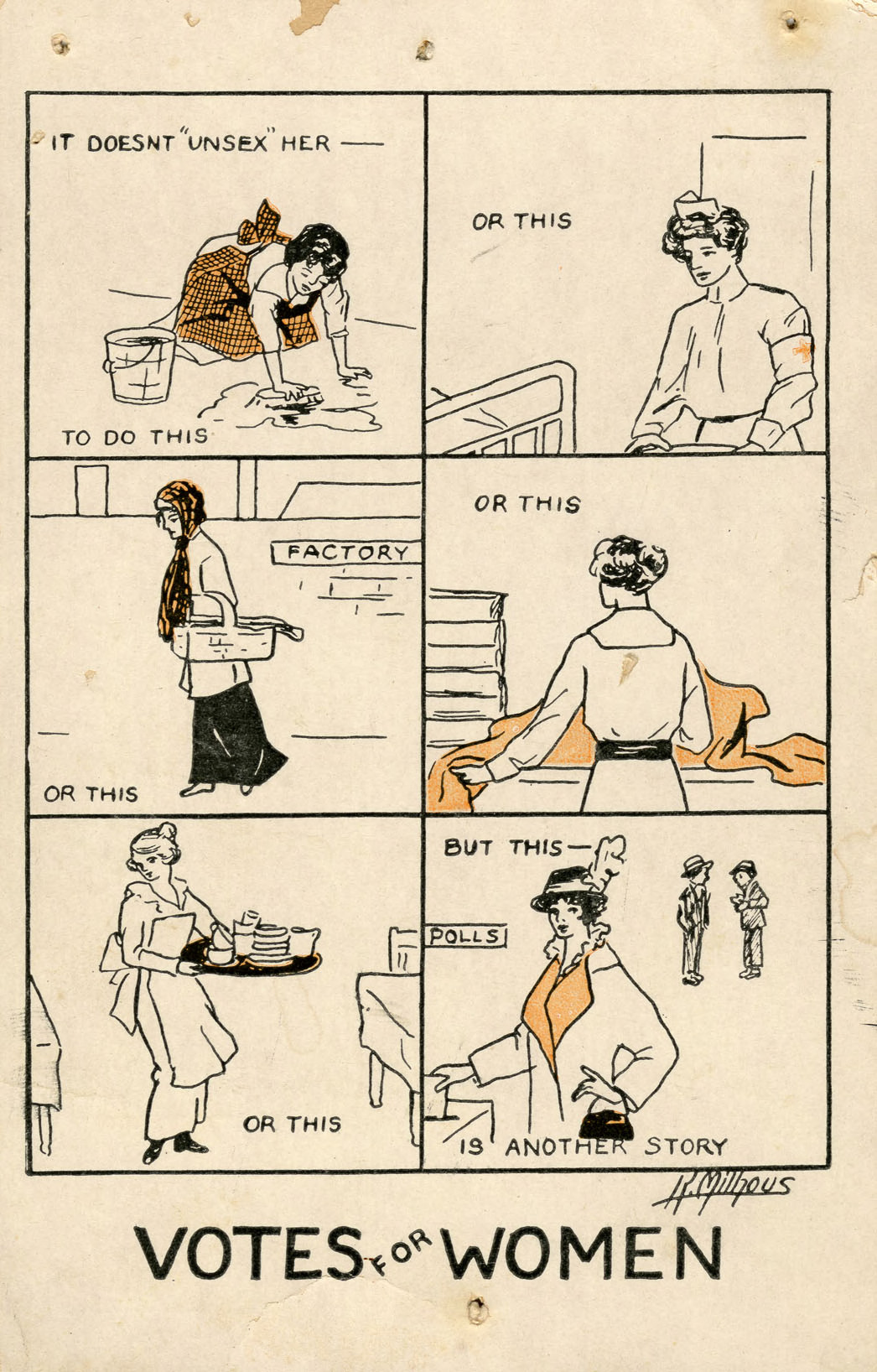
It Doesn't Unsex Her - um cartão postal do sufrágio feminino de 1915.

Elizabeth Cady Stanton, chamando a atenção para a ironia de ter o direito legal de concorrer a cargos públicos sem o direito de votar, lançou sua candidatura ao Congresso dos EUA em 1866, tornando-se a primeira mulher a fazê-lo. Em 1872, Victoria Woodhull formou seu próprio partido e se declarou candidata à presidência dos EUA, apesar de não atender ao requisito de idade mínima de 35 anos para a presidência.
Em 1884, Belva Ann Lockwood [en], a primeira mulher a advogar perante a Suprema Corte dos EUA, tornou-se a primeira mulher a conduzir uma campanha presidencial viável. Indicada sem seu conhecimento prévio por um grupo da Califórnia conhecido como Partido dos Direitos Iguais, Lockwood defendeu o sufrágio feminino e outras reformas durante uma campanha nacional que recebeu cobertura respeitosa de vários periódicos importantes. Ela financiou sua campanha, em parte, através da venda de ingressos para seus discursos. Nem a AWSA nem a NWSA, que já haviam apoiado o candidato republicano à presidência, apoiaram a candidatura de Lockwood.
Além das candidaturas a cargos nacionais, muitas mulheres foram eleitas ou nomeadas para cargos em todo o país antes da aprovação da Décima Nona Emenda. As constituições de muitos estados incluíam linguagem neutra em relação ao gênero quanto à ocupação de cargos. As mulheres utilizaram essa brecha para se candidatar a cargos públicos como uma forma de avançar em direção à conquista do direito ao voto. A luta das mulheres por cargos públicos e pelo direito ao voto muitas vezes ocorreu de forma separada e foi percebida como direitos distintos por grande parte da população.

### Sucessos e fracassos iniciais

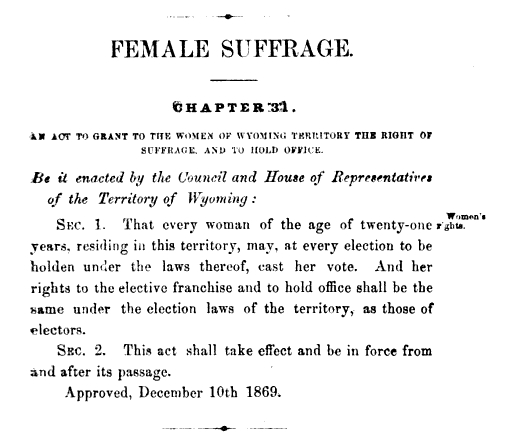
Uma lei do Território de Wyoming concedeu o direito de voto às mulheres em 10 de dezembro de 1869, data que é comemorada como o Dia de Wyoming no estado.

As mulheres foram emancipadas no território de Wyoming em 1869 e em Utah em 1870 [en]. Como Utah realizou duas eleições antes de Wyoming, Utah tornou-se o primeiro local no país onde as mulheres votaram legalmente após o início do movimento sufragista. Em 1887, as mulheres no Kansas obtiveram o direito de votar em eleições municipais e ocupar determinados cargos. O Partido Populista, de vida curta, apoiou o sufrágio feminino, facilitando a emancipação das mulheres no Colorado em 1893 e em Idaho em 1896. Em várias localidades, as mulheres conseguiram formas limitadas de sufrágio, como o direito de votar em conselhos escolares. Um estudo de 2018 publicado no The Journal of Politics sugere que os estados com movimentos sufragistas robustos e ambientes políticos competitivos eram mais propensos a estender o direito de voto às mulheres; essa dinâmica ajudou a explicar por que os estados do Oeste foram mais rápidos em adotar o sufrágio feminino em comparação com os estados do Leste.
No final da década de 1870, o movimento sufragista ganhou um impulso significativo com a União Cristã de Temperança das Mulheres [en] (Women's Christian Temperance Union - WCTU), a maior organização feminina do país, decidindo fazer campanha pelo sufrágio e criando um Departamento de Franquia para apoiar esse esforço. Em 1886, a WCTU enviou ao Congresso petições com 200.000 assinaturas em apoio a uma emenda nacional pelo sufrágio. Em 1885, a Grange [en], uma importante organização de fazendeiros, endossou oficialmente o sufrágio feminino. Em 1890, a Federação Americana do Trabalho [en], uma grande aliança trabalhista, também apoiou o sufrágio feminino e coletou 270.000 assinaturas em petições em apoio a esse objetivo.
Uma proposta de 16ª Emenda, que visava conceder o direito de voto às mulheres, foi apresentada em 1869 e rejeitada pelo Senado em 1887. Entre 1870 e 1890, emendas para o sufrágio feminino foram derrotadas por referendo em oito estados.

## 1890–1919

### Fusão de organizações sufragistas rivais

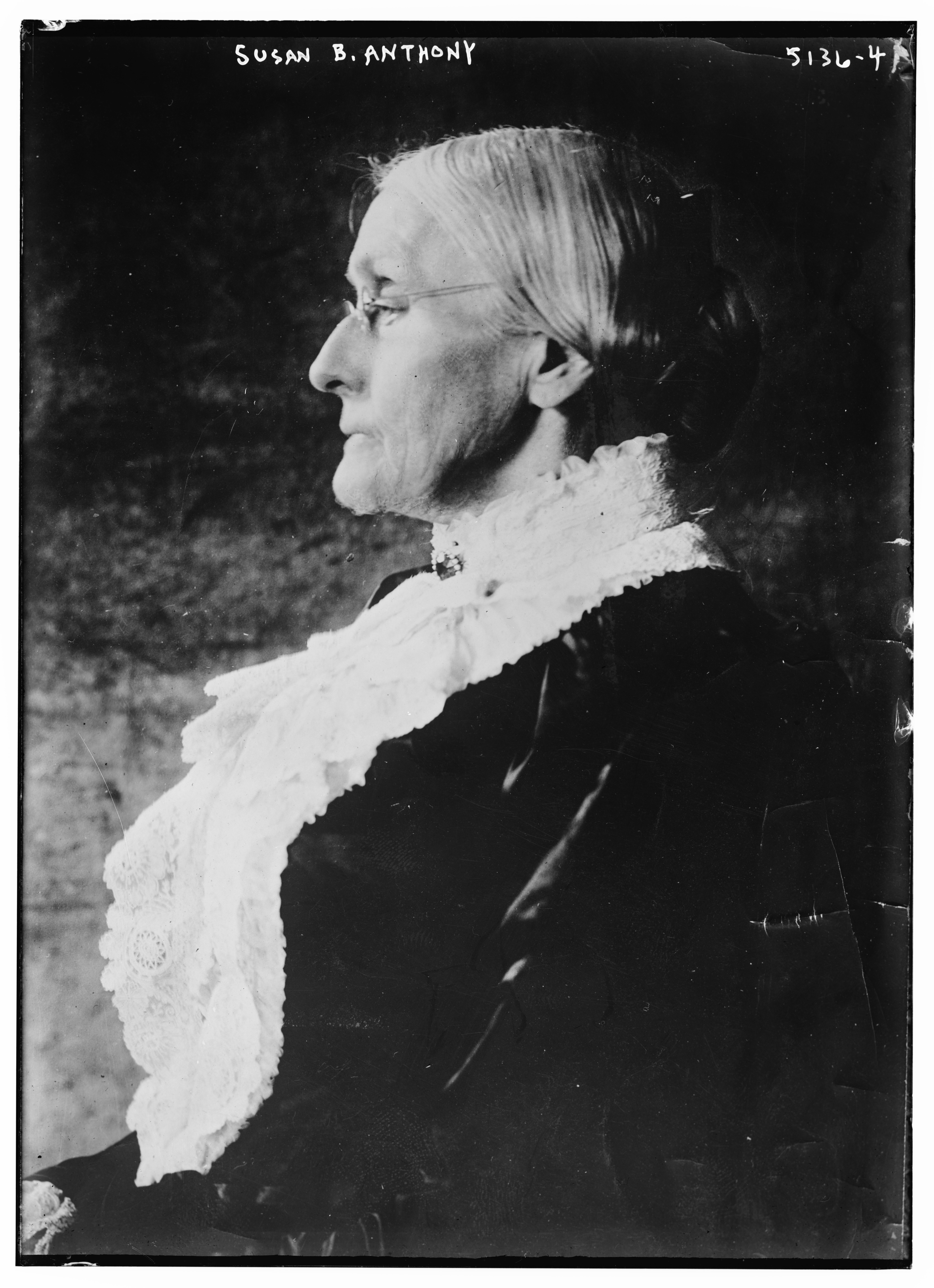
Susan B. Anthony em 1900.

A AWSA, que inicialmente era a maior das duas organizações sufragistas rivais e tinha uma forte presença na Nova Inglaterra, viu sua influência diminuir ao longo da década de 1880. Durante esse período, Elizabeth Cady Stanton e Susan B. Anthony, as principais figuras da NWSA, ganharam maior notoriedade como líderes do movimento sufragista e se tornaram mais influentes na definição de sua direção. A NWSA, por vezes, empregou táticas ousadas, como quando Anthony interrompeu as cerimônias oficiais do 100º aniversário da Declaração de Independência dos Estados Unidos para apresentar a Declaração de Direitos das Mulheres da NWSA, um ato ao qual a AWSA se opôs.
Com o tempo, a NWSA começou a se alinhar mais com a AWSA, diminuindo o uso de táticas confrontativas em favor de uma abordagem mais respeitável e limitando seu foco a um número reduzido de reformas. As esperanças da NWSA para uma emenda federal sobre o sufrágio foram frustradas quando o Senado a rejeitou em 1887, levando a NWSA a concentrar mais esforços em campanhas estaduais, similar ao que já fazia a AWSA. Entretanto, as campanhas estaduais também enfrentaram dificuldades. Entre 1870 e 1910, o movimento sufragista realizou 480 campanhas em 33 estados para levar a questão do sufrágio feminino aos eleitores, resultando em apenas 17 casos em que a questão foi efetivamente colocada na cédula de votação. Esses esforços culminaram na concessão do sufrágio feminino em dois estados, Colorado e Idaho.
Alice Stone Blackwell, filha dos líderes da AWSA Lucy Stone e Henry Blackwell, desempenhou um papel crucial na tentativa de unir os líderes sufragistas rivais. Ela propôs uma reunião conjunta em 1887 para discutir uma possível fusão das organizações. Enquanto Anthony e Stone apoiaram a ideia, a oposição de várias veteranas da NWSA atrasou o processo. Em 1890, as duas organizações se fundiram, formando a Associação Nacional do Sufrágio Feminino Americano (NAWSA). Stanton assumiu a presidência da nova organização, com Stone como presidente do comitê executivo. No entanto, Anthony, que ocupava o cargo de vice-presidente, emergiu como a líder prática da NAWSA e tornou-se presidente em 1892, após a aposentadoria de Stanton.

### Associação Nacional do Sufrágio Feminino Americano

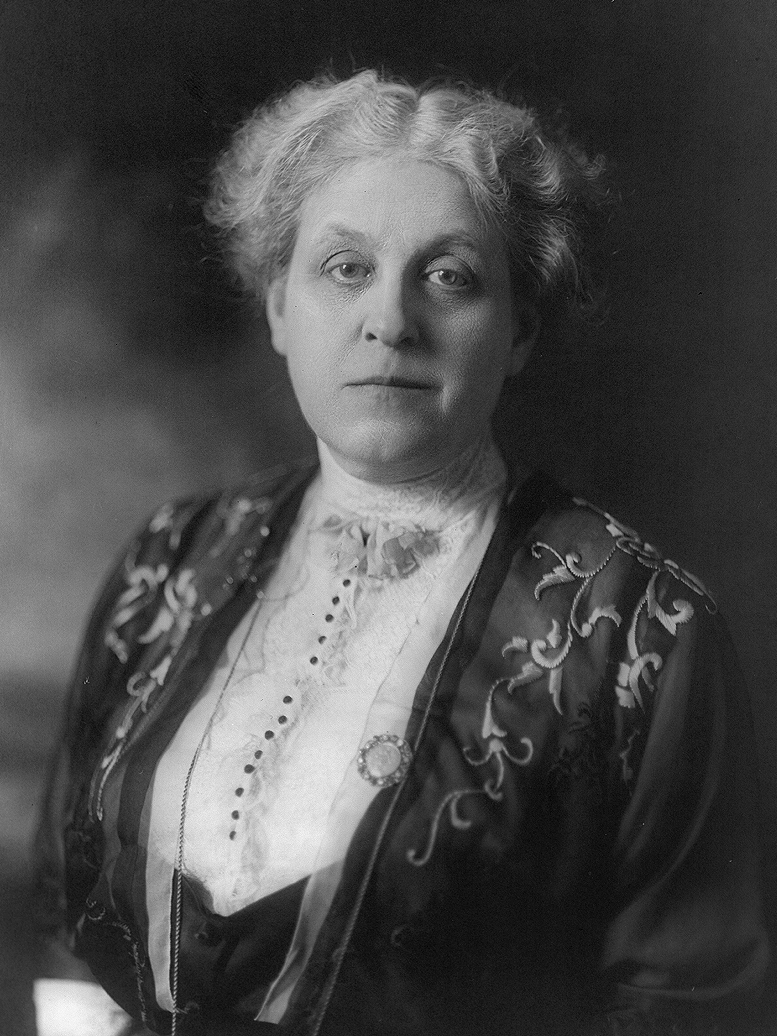
Carrie Chapman Catt.

Embora Susan B. Anthony fosse a principal força na recém-fundada NAWSA, suas orientações nem sempre eram seguidas. Em 1893, a NAWSA decidiu, sem objeção de Anthony, alternar o local de suas convenções anuais entre Washington e outras localidades do país. Antes da fusão, a NWSA de Anthony realizava suas convenções em Washington para manter o foco em uma emenda nacional sobre o sufrágio. Anthony expressou preocupações de que a mudança de estratégia resultaria em uma ênfase excessiva em campanhas estaduais em detrimento do trabalho nacional, um medo que se concretizou.
Elizabeth Cady Stanton, já idosa e ainda radical, encontrou dificuldades em se ajustar à nova organização, que estava se tornando mais conservadora. Em 1895, ela publicou The Woman's Bible, um best-seller controverso que criticava o uso da Bíblia para justificar a subordinação das mulheres. A NAWSA, apesar das objeções de Anthony, decidiu se distanciar do livro, considerando-o prejudicial. Stanton, então, se afastou gradualmente do movimento sufragista.
Nos anos seguintes à fusão de 1890, o movimento sufragista perdeu parte de seu ímpeto. Quando Carrie Chapman Catt foi nomeada chefe do Comitê de Organização da NAWSA em 1895, a organização estava desorganizada, sem informações claras sobre seus capítulos locais e líderes. Catt revitalizou a NAWSA, implementando um plano de trabalho com metas anuais para cada estado. Impressionada com suas realizações, Anthony garantiu que Catt a sucedesse como presidente da NAWSA em 1900. Como nova presidente, Catt trabalhou para transformar a organização, preparando-a para uma campanha mais ampla pelo sufrágio.
Durante esse período, o movimento de clubes de mulheres cresceu rapidamente, preenchendo parte do vazio deixado pelo declínio do movimento de temperança. Inicialmente voltados para a leitura, os clubes femininos locais evoluíram para organizações de melhoria cívica compostas principalmente por mulheres de classe média que se reuniam semanalmente. A Federação Geral de Clubes de Mulheres [en] (General Federation of Women's Clubs - GFWC), fundada em 1890, era a principal organização nacional desses clubes. Os clubes evitavam questões polêmicas, como religião e proibição, que poderiam dividir suas associadas. Enquanto o sufrágio era um tema divisivo no Sul e no Leste, enfrentava pouca resistência entre as mulheres dos clubes do Oeste. No Meio-Oeste, as mulheres do clube inicialmente evitaram a questão do sufrágio por cautela, mas depois de 1900 passaram a apoiá-lo cada vez mais. Catt implementou o que ficou conhecido como "plano da sociedade", um esforço bem-sucedido para recrutar sócias ricas do movimento dos clubes femininos, cujo tempo, dinheiro e experiência poderiam ajudar a construir o movimento sufragista.
Catt renunciou à presidência da NAWSA após quatro anos, em parte devido ao declínio da saúde de seu marido e em parte para ajudar a organizar a Aliança Internacional pelo Sufrágio Feminino [en] (International Woman Suffrage Alliance), criada em 1904 em Berlim, com Catt como presidente. Em 1904, Anna Howard Shaw, outra protegida de Anthony, tornou-se presidente da NAWSA. Shaw era uma oradora talentosa e enérgica, mas não se destacava na administração. Entre 1910 e 1916, a NAWSA enfrentou turbulências na diretoria nacional, ameaçando sua continuidade.
Embora a organização tivesse um número crescente de membros e finanças em alta, a NAWSA decidiu substituir Shaw por Catt em 1915. Catt, agora autorizada a nomear sua própria diretoria executiva — um cargo anteriormente eleito pela convenção anual da organização —, rapidamente transformou a NAWSA de uma estrutura frouxa em uma organização altamente centralizada.

### CasoMacKenzie v. Hare
A Seção 3 da Lei de Expatriação de 1907 [en], que estipulava a perda da cidadania americana para mulheres que se casassem com estrangeiros, gerou uma importante decisão da Suprema Corte dos Estados Unidos no caso MacKenzie v. Hare, de 1915. Ethel MacKenzie, uma sufragista que residia na Califórnia, onde as mulheres haviam conquistado o direito de voto em 1911, desafiou a Lei de Expatriação depois de ter seu registro de eleitor negado devido ao seu casamento com um escocês. Ela alegou que a Lei era inconstitucional porque não tinha o poder de "desnacionalizar um cidadão sem sua concordância", uma vez que nem a Décima Quarta Emenda nem qualquer outra parte da Constituição conferiam ao Congresso tal poder. O juiz Joseph McKenna [en], em sua opinião da maioria, concordou que a mudança de cidadania não poderia ser imposta arbitrariamente, mas defendeu que a Lei de Expatriação de 1907 não era arbitrária. McKenna argumentou que a lei tratava de uma condição "voluntariamente assumida", e que as consequências de se casar com um estrangeiro eram conhecidas e aceitadas no momento do casamento. Dessa forma, ele considerou que a lei estava dentro da autoridade do Congresso, mesmo que implicasse a perda da cidadania.
Por outro lado, o juiz James Clark McReynolds [en], em uma opinião concorrente, argumentou que o caso deveria ser julgado improcedente por falta de jurisdição, sugerindo que a Corte não tinha competência para decidir sobre a aplicação da lei no contexto específico apresentado. A decisão em MacKenzie v. Hare refletiu a tensão entre direitos civis e legislações que limitavam esses direitos com base em condições pessoais, como o estado civil. A Lei de Expatriação de 1907 e o caso subsequente destacaram as complexidades da cidadania e a maneira como a lei tratava as mulheres casadas de forma diferente dos homens, ilustrando a desigualdade de gênero persistente na legislação e na sociedade americana da época.

### Oposição ao sufrágio feminino
Em 5 de novembro de 1895, Massachusetts realizou um referendo para permitir que as mulheres votassem nas eleições municipais. O referendo foi derrotado com uma margem de 36,76% a 63,24%. Apesar de as mulheres terem sido autorizadas a votar na medida, apenas 4% delas o fizeram.
Os cervejeiros e destiladores, predominantemente pertencentes à comunidade germano-americana, se opuseram ao sufrágio feminino, temendo que as eleitoras pudessem favorecer a proibição de bebidas alcoólicas. Durante a eleição de 1896, o sufrágio feminino foi combinado com a questão da proibição, o que mobilizou a oposição tanto ao sufrágio quanto à proibição. Para sabotar a campanha, um dia antes da eleição, a Liquor Dealers' League reuniu alguns empresários para ajudar a minar o esforço. Rumores diziam que esses empresários iriam garantir que todas as "mulheres más" de Oakland, Califórnia, agissem de forma desordeira para prejudicar sua reputação e, por sua vez, isso diminuiria as chances de as mulheres conseguirem aprovar a emenda do sufrágio feminino. Os alemães luteranos e os alemães católicos normalmente se opunham à proibição e ao sufrágio feminino; eles eram a favor de famílias paternalistas, com o marido decidindo a posição da família em assuntos públicos. Sua oposição ao sufrágio feminino foi posteriormente usada como argumento a favor do sufrágio quando os americanos alemães se tornaram párias durante a Primeira Guerra Mundial.

A derrota em referendos frequentemente gerou alegações de fraude. Após a derrota do referendo sobre o sufrágio feminino em Michigan em 1912, o governador acusou os fabricantes de cerveja de envolvimento em fraude eleitoral generalizada que resultou na derrota. Além disso, foram encontradas evidências substanciais de roubo de votos durante os referendos em Nebraska e Iowa.

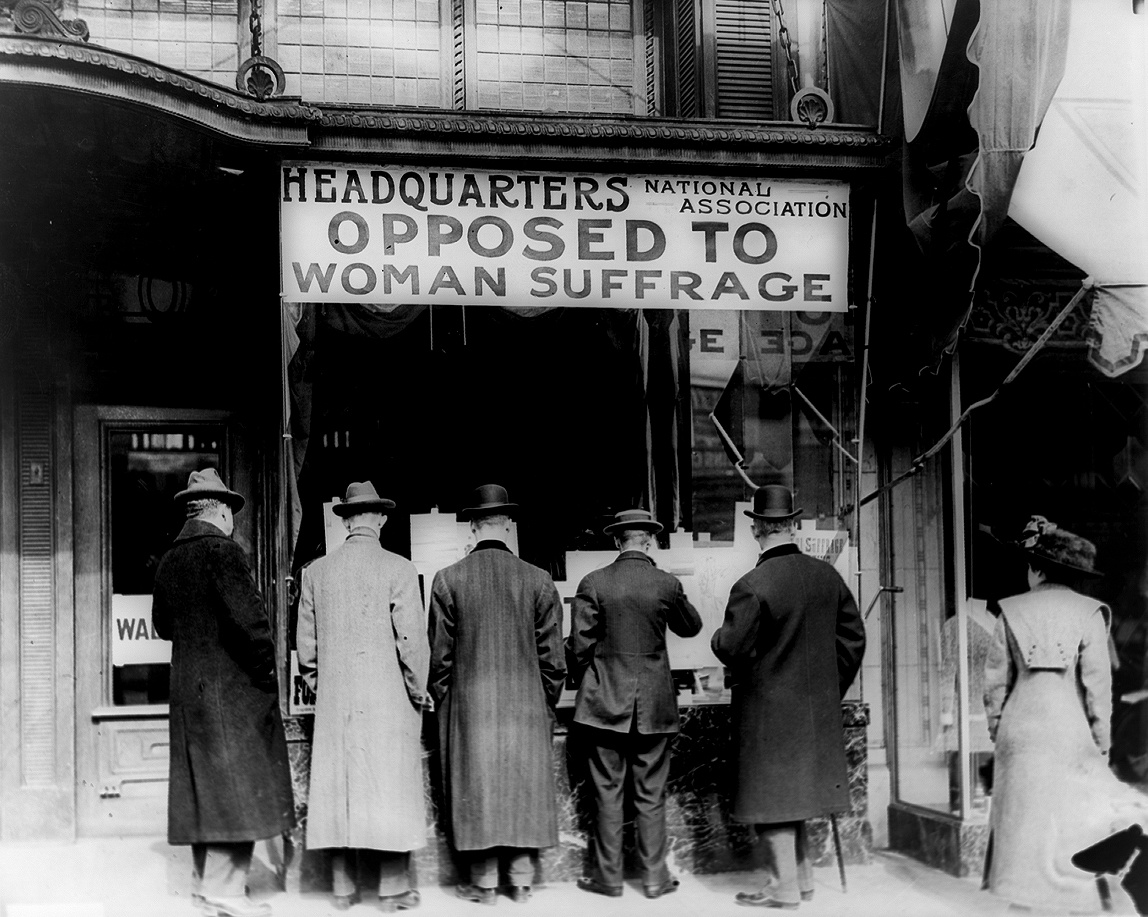
Sede da Associação Nacional de Oposição ao Sufrágio Feminino..

Outras indústrias também se opuseram ao sufrágio feminino. Por exemplo, as fábricas de algodão do sul temiam que as eleitoras apoiassem medidas contra o trabalho infantil. Máquinas políticas, como Tammany Hall em Nova York, temiam que a inclusão de mais eleitoras enfraquecesse seu controle sobre os eleitores masculinos. Contudo, durante o referendo de 1917 em Nova York, algumas esposas e filhas dos líderes do Tammany Hall apoiaram o sufrágio, levando a uma posição neutra que foi crucial para a aprovação da emenda. Embora a Igreja Católica não tenha adotado uma posição oficial sobre o sufrágio, poucos de seus líderes apoiaram a causa, e alguns, como o Cardeal Gibbons, manifestaram clara oposição.
O New York Times, que inicialmente apoiava o sufrágio feminino, mudou de posição e publicou advertências severas. Um editorial de 1912 previu que, com o sufrágio, as mulheres fariam exigências impraticáveis, como servir como soldados, marinheiros, patrulheiros da polícia, bombeiros, e participariam de júris e cargos executivos e judiciais. O editorial responsabilizava a falta de masculinidade dos homens pelo fracasso em reagir, alertando que as mulheres obteriam o voto se os homens não fossem "firmes e sábios o suficiente e, pode-se dizer, masculinos o suficiente para impedi-las".

#### Mulheres contra o sufrágio
As forças anti-sufrágio começaram a se organizar já em 1870 com a formação da Associação Anti-Sufrágio Feminino de Washington (Woman's Anti-Suffrage Association of Washington). Amplamente conhecidas como "antis", essas organizações se espalharam por cerca de vinte estados ao longo do tempo. Em 1911, foi criada a Associação Nacional Contra o Sufrágio Feminino. Ela contava com 350.000 membros e se opunha ao sufrágio feminino, ao feminismo e ao socialismo. Ela argumentava que o sufrágio feminino "reduziria as proteções especiais e as rotas de influência disponíveis para as mulheres, destruiria a família e aumentaria o número de eleitores de tendência socialista".

As mulheres anti-sufrágio de classe média e alta eram conservadoras e apresentavam várias motivações. As mulheres da elite social, em particular, tinham acesso direto a políticos influentes e relutavam em abrir mão dessa vantagem. Muitas dessas mulheres acreditavam que a política era corrompida e que o envolvimento feminino nela comprometia o terreno moral que haviam reivindicado, além de que o partidarismo poderia prejudicar o trabalho dos clubes locais voltados para a melhoria cívica, como a Federação Geral de Clubes de Mulheres. O movimento mais bem organizado foi a Associação do Estado de Nova York Contra o Sufrágio Feminino [en] (New York State Association Opposed to Woman Suffrage - NYSAOWS). Seu lema, conforme estabelecido por sua presidente Josephine Jewell Dodge, era:
Acreditamos em todos os avanços possíveis para as mulheres. Acreditamos que esse avanço deve se dar ao longo das linhas legítimas de trabalho e esforço para as quais ela está mais bem preparada e para as quais ela tem agora oportunidades ilimitadas. Acreditamos que esse avanço será melhor alcançado por meio de esforços estritamente não partidários e sem as limitações das cédulas de votação. Acreditamos no progresso, não na política para as mulheres.
A Associação do Estado de Nova York Contra o Sufrágio Feminino (NYSAOWS) usou técnicas de mobilização de base que aprenderam observando as sufragistas para derrotar o referendo de 1915. Embora as estratégias fossem semelhantes, o enfoque das antis era a contra-argumentação, alertando sobre os impactos negativos do sufrágio sobre as mulheres. Rejeitando a liderança masculina, as mulheres anti-sufrágio enfatizavam a importância da atuação feminina na filantropia e na melhoria social sem a necessidade de envolvimento político. A NYSAOWS foi derrotada por uma margem estreita em Nova York em 1916, quando o estado votou a favor do sufrágio feminino. A organização mudou-se para Washington para se opor à emenda constitucional federal para o sufrágio, tornando-se a Associação Nacional Contra o Sufrágio Feminino (National Association Opposed to Woman Suffrage - NAOWS), onde foi assumida por homens e assumiu um tom retórico muito mais duro, especialmente ao atacar o "radicalismo vermelho". Depois de 1919, os antis se adaptaram sem problemas à emancipação e se tornaram ativos nos assuntos partidários, especialmente no Partido Republicano.

### Estratégia sulista

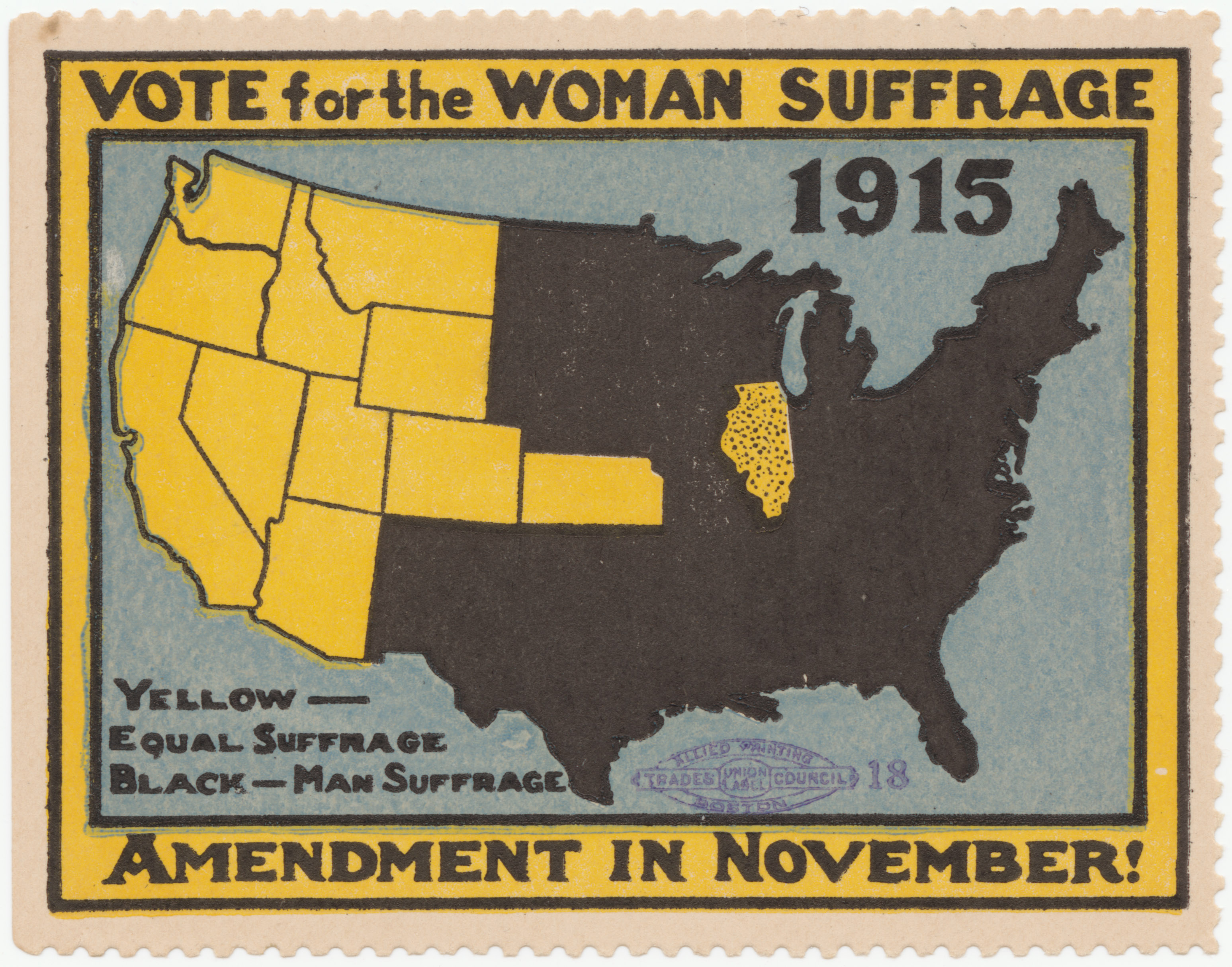
Vote na Emenda do Sufrágio Feminino, 1915.

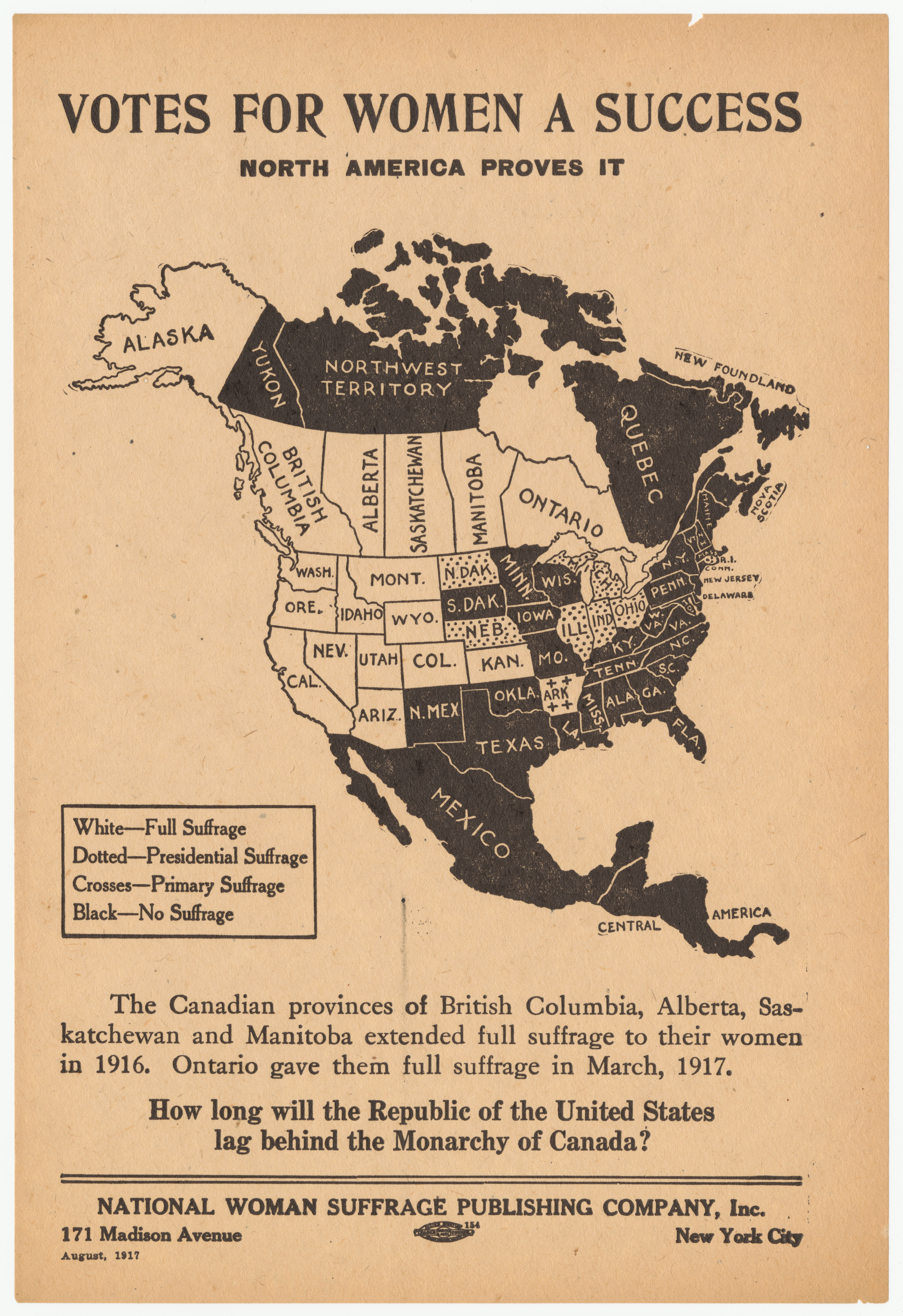
Mapa promocional do movimento pelo sufrágio feminino nos EUA e no Canadá em 1917. Os estados americanos e as províncias canadenses que adotaram o sufrágio são coloridos de branco (ou pontilhados e cruzes, no caso de sufrágio parcial) e os demais são pretos.

A Constituição dos Estados Unidos exigia que 34 dos 45 estados existentes em 1900 ratificassem uma emenda para sua adoção, o que correspondia a três quartos dos estados. Como a região Sul, predominantemente conservadora e historicamente resistente ao sufrágio feminino, não apoiava a emenda, era necessário obter o apoio de pelo menos alguns dos 11 estados ex-Confederados. Aileen Kraditor [en] identifica quatro características principais do Sul que explicam essa resistência: primeiro, os homens brancos do Sul mantinham valores tradicionais sobre os papéis públicos das mulheres; segundo, o Sul Sólido (Solid South) era rigidamente controlado pelo Partido Democrata, o que dificultava a estratégia de usar a rivalidade partidária para promover o sufrágio; terceiro, a forte defesa dos direitos dos estados gerava oposição automática a uma emenda constitucional federal; e quarto, as atitudes de segregação racial, associadas às Leis Jim Crow, tornavam a expansão do voto para as mulheres, especialmente as mulheres negras, inaceitável para muitos.
Em 1912, três territórios ocidentais se tornaram estados, o que reduziu o número necessário de estados para a ratificação de 36 para 48. No final, o Tennessee tornou-se o 36º estado crítico a ratificar a Décima Nona Emenda em 18 de agosto de 1920.
A oposição ao sufrágio feminino no Sul era evidente em figuras proeminentes como Mildred Rutherford [en], presidente das Filhas Unidas da Confederação da Geórgia [en] (United Daughters of the Confederacy) e líder da Associação Nacional de Oposição ao Sufrágio Feminino. Em um discurso de 1914 para a legislatura estadual da Geórgia, Rutherford articulou a visão das mulheres brancas da elite ao afirmar que o sufrágio feminino ameaçava os princípios pelos quais seus pais lutaram durante a Guerra Civil e que estava associado ao "radicalismo" do Norte e do Oeste, incluindo a possibilidade de que mulheres negras também votassem.
Elna Green destaca que a retórica anti-sufrágio temia que as mulheres emancipadas implementassem reformas como a proibição do trabalho infantil, leis de salário mínimo e jornada máxima, e padrões de saúde e segurança para trabalhadores, o que uniu uma coalizão formidável contra o sufrágio, incluindo fazendeiros, proprietários de fábricas têxteis, magnatas das ferrovias e interesses das bebidas alcoólicas.
Henry Browne Blackwell, um proeminente dirigente da AWSA, propôs uma estratégia para convencer os líderes políticos do sul de que poderiam preservar a supremacia branca sem violar a Décima Quinta Emenda, concedendo o voto apenas às mulheres brancas instruídas. Embora sua proposta tenha sido considerada pela Convenção Constitucional do Mississippi de 1890, que buscava formas legais de limitar o poder político dos afro-americanos, ela não foi adotada. No entanto, a estratégia de Blackwell gerou interesse entre as sufragistas.
Laura Clay, uma aliada de Blackwell e membro sulista da NAWSA, persuadiu a organização a adotar uma campanha estadual no Sul com base na estratégia de Blackwell. Clay também se opôs à emenda nacional sobre o sufrágio, acreditando que ela infringiria os direitos dos estados, e continuou a se opor a uma emenda nacional em batalhas subsequentes. Durante a campanha no Sul, figuras como Anthony, Catt e Blackwell promoveram o sufrágio, mas com uma abordagem que incluía o sufrágio apenas para mulheres brancas instruídas, em conformidade com a política de supremacia branca predominante na região. Anthony, por exemplo, pediu a Frederick Douglass, um ex-escravo, que não participasse da convenção da NAWSA em Atlanta em 1895, a primeira a ser realizada no Sul. Em 1903, a convenção da NAWSA em Nova Orleans, que marcou o auge da influência da estratégia do Sul, excluiu membros negros.

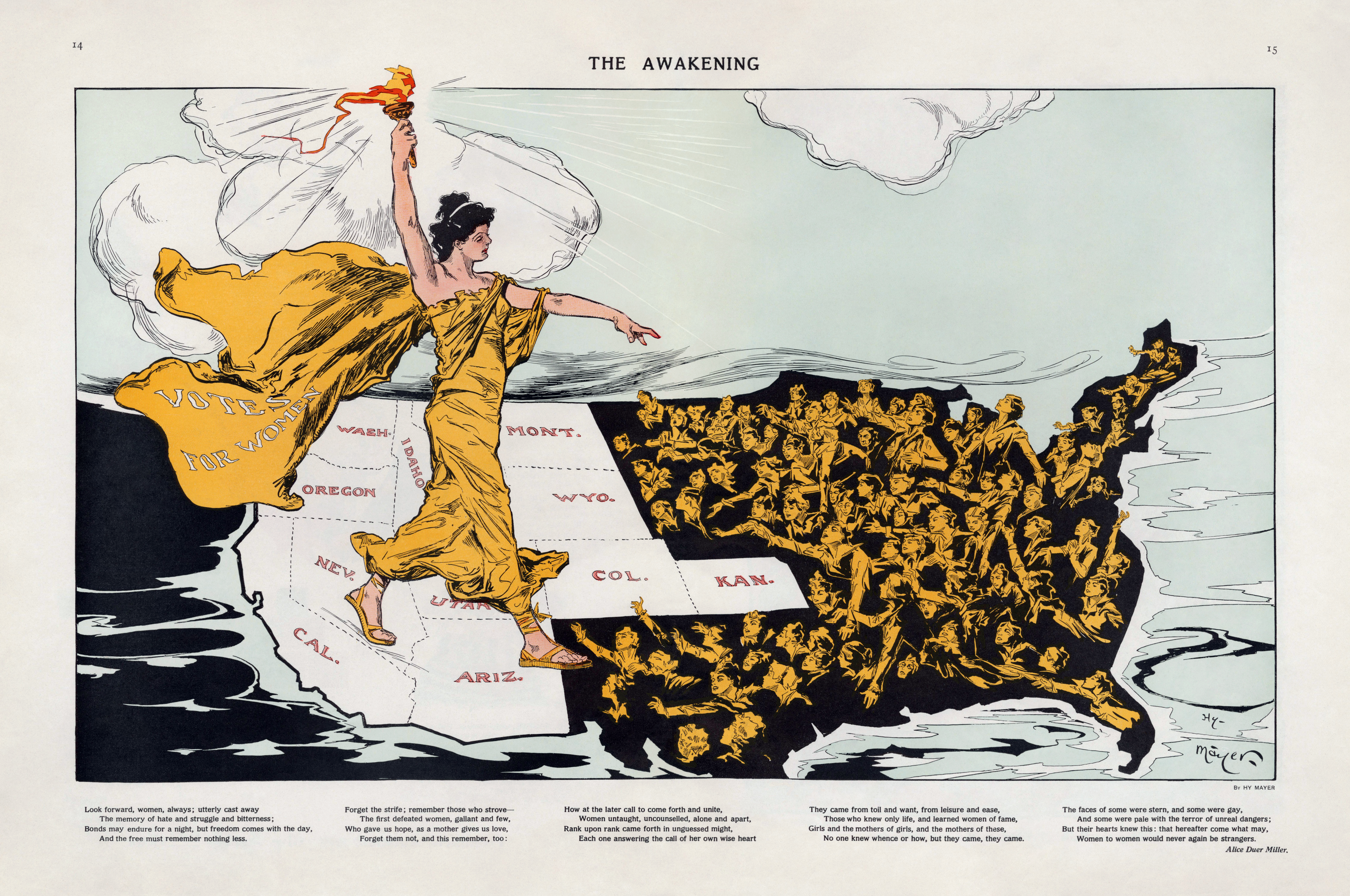
"The Awakening": "Votes for Women" na Revista Puck de 1915.

As líderes do movimento sulista eram mulheres privilegiadas da classe alta, com forte presença na alta sociedade e nos assuntos da igreja. Elas utilizaram suas conexões de prestígio para persuadir homens influentes de que o sufrágio feminino poderia ajudar a purificar a sociedade. Argumentaram que conceder o voto às mulheres brancas compensaria a inclusão de um número reduzido de mulheres negras, uma abordagem que buscava obter apoio para o sufrágio feminino enquanto mantinha a supremacia branca.
Apesar desses esforços, nenhum estado do Sul concedeu o direito de voto às mulheres como resultado dessa estratégia. A maioria das organizações sufragistas no Sul, formadas durante esse período, acabou se tornando inativa. Em resposta a essas críticas, a liderança da NAWSA declarou que não adotaria políticas que "defendessem a exclusão de qualquer raça ou classe do direito ao sufrágio". No entanto, a NAWSA continuou a refletir o ponto de vista predominante entre seus membros brancos, frequentemente minimizando a participação e a importância das sufragistas negras no movimento.

### Racismo contra os negros
O movimento pelo sufrágio feminino, liderado por figuras proeminentes como Susan B. Anthony e Elizabeth Cady Stanton no século XIX, teve suas raízes no movimento abolicionista. No entanto, no início do século XX, a visão de Anthony de sufrágio universal foi eclipsada por um racismo predominante nos Estados Unidos. Enquanto as sufragistas anteriores acreditavam na conexão entre os direitos das mulheres e a igualdade racial, a aprovação da Décima Quarta e da Décima Quinta Emenda separou os direitos dos afro-americanos do sufrágio feminino, priorizando o direito de voto dos homens negros em detrimento de uma abordagem universal que incluísse tanto homens quanto mulheres.
Em 1903, a NAWSA adotou uma plataforma de direitos dos estados para apaziguar os sufragistas do sul dos EUA. Entre os signatários estavam figuras proeminentes como Anthony, Carrie Chapman Catt e Anna Howard Shaw. A segregação racial prevalente na época influenciou a NAWSA e levou à formação de grupos de ativistas negros que buscavam direitos iguais. Em 1913, o quinquagésimo aniversário da Proclamação de Emancipação de Lincoln incentivou ainda mais a participação das mulheres negras no movimento sufragista, incluindo a sua participação em desfiles.
Nellie Quander [en], da Alpha Kappa Alpha, a mais antiga irmandade negra dos Estados Unidos, solicitou um lugar na seção de mulheres universitárias para as mulheres da Universidade Howard. Duas cartas discutiram o assunto, sendo que a carta de 17 de fevereiro de 1913 expressava o desejo de garantir um lugar de destaque para as mulheres de Howard na marcha. Esta correspondência também mencionava a participação de Jane Addams, líder do desfile do sufrágio, vice-presidente da NAWSA, e nomeadora de Paul & Burns como organizadores do desfile.

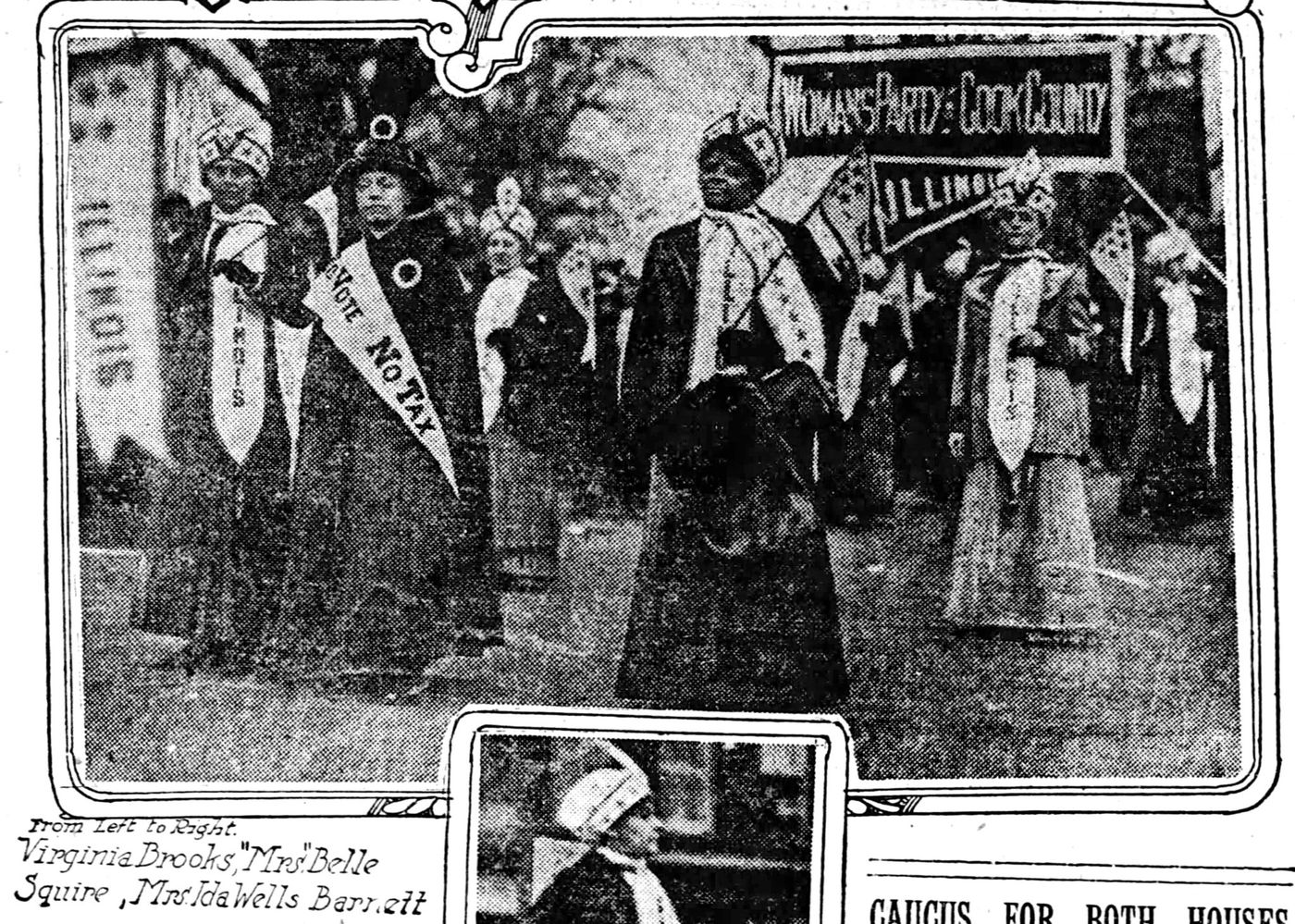
Ida B. Wells-Barnett marchou com sua delegação estadual, apesar de ter sido instruída a marchar com outros negros em outra seção.

Essas cartas deram continuidade às discussões iniciadas por Alice Paul e Elise Hill, quando Hill visitou a Universidade de Howard a pedido de Paul para recrutar as mulheres da instituição. O grupo da Universidade de Howard incluía a artista Sra. May Howard Jackson, as universitárias Sra. Mary Church Terrell, Sra. Daniel Murray, Srta. Amanda Gray Hilyer [en], e Dra. Eva Ross, a delegação de Illinois com Sra. Ida B. Wells-Barnett, a delegação de Michigan com Sra. McCoy, de Detroit, que carregou o estandarte, além de um grupo de vinte e cinco moças com bonés e vestidos representando a Universidade de Howard, e donas de casa como Sra. Duffield, que carregou o estandarte de Nova York, Sra. M. D. Butler e Sra. Carrie Williams Clifford [en] Também participaram uma enfermeira treinada, cujo nome não pôde ser determinado, e uma senhora idosa trazida pela delegação de Delaware.
Contudo, Gardener, nascido na Virgínia, tentou persuadir Paul de que a inclusão dos negros seria prejudicial, pois as delegações do Sul ameaçavam se retirar da marcha. Paul tentou manter as notícias sobre os manifestantes negros fora da imprensa, mas, quando o grupo da Universidade de Howard anunciou sua participação, o público ficou ciente do conflito. Um relato de jornal indicava que Paul disse a algumas sufragistas negras que a NAWSA apoiava a igualdade de direitos para as "mulheres de cor", mas que algumas mulheres sulistas provavelmente se oporiam à sua presença. Uma fonte da organização afirmou que a posição oficial era "permitir que os negros marchassem se desejassem.
Em uma entrevista de história oral de 1974, Paul lembrou-se de que a situação foi resolvida quando um quaker que liderava a seção masculina propôs que os homens marchassem entre os grupos do Sul e o grupo da Universidade de Howard. Na lembrança de Paul, chegou-se a um acordo para ordenar o desfile com as mulheres sulistas, seguido pela seção masculina e, finalmente, pela seção das mulheres negras. No entanto, os relatórios do jornal da NAACP, The Crisis, descrevem o evento de maneira diferente, destacando que as mulheres negras protestaram contra o plano de segregação. O que é claro é que alguns grupos tentaram, no dia do desfile, segregar suas delegações. Por exemplo, uma instrução de última hora dada pela presidente da delegação estadual, Genevieve Stone, causou um tumulto quando pediu à única integrante negra da delegação de Illinois, Ida B. Wells-Barnett, que marchasse com o grupo negro segregado na parte de trás do desfile. Alguns historiadores afirmam que Paul fez a solicitação, embora isso pareça improvável após a decisão oficial da NAWSA. Wells-Barnett acabou se juntando à delegação de Illinois quando a procissão desceu a avenida. No final, as mulheres negras marcharam em várias delegações estaduais, incluindo Nova York e Michigan. Algumas se juntaram às suas colegas de trabalho nos grupos profissionais, e havia também homens negros dirigindo muitos dos carros alegóricos. Os espectadores não trataram os participantes negros de maneira diferente.

### Nova mulher

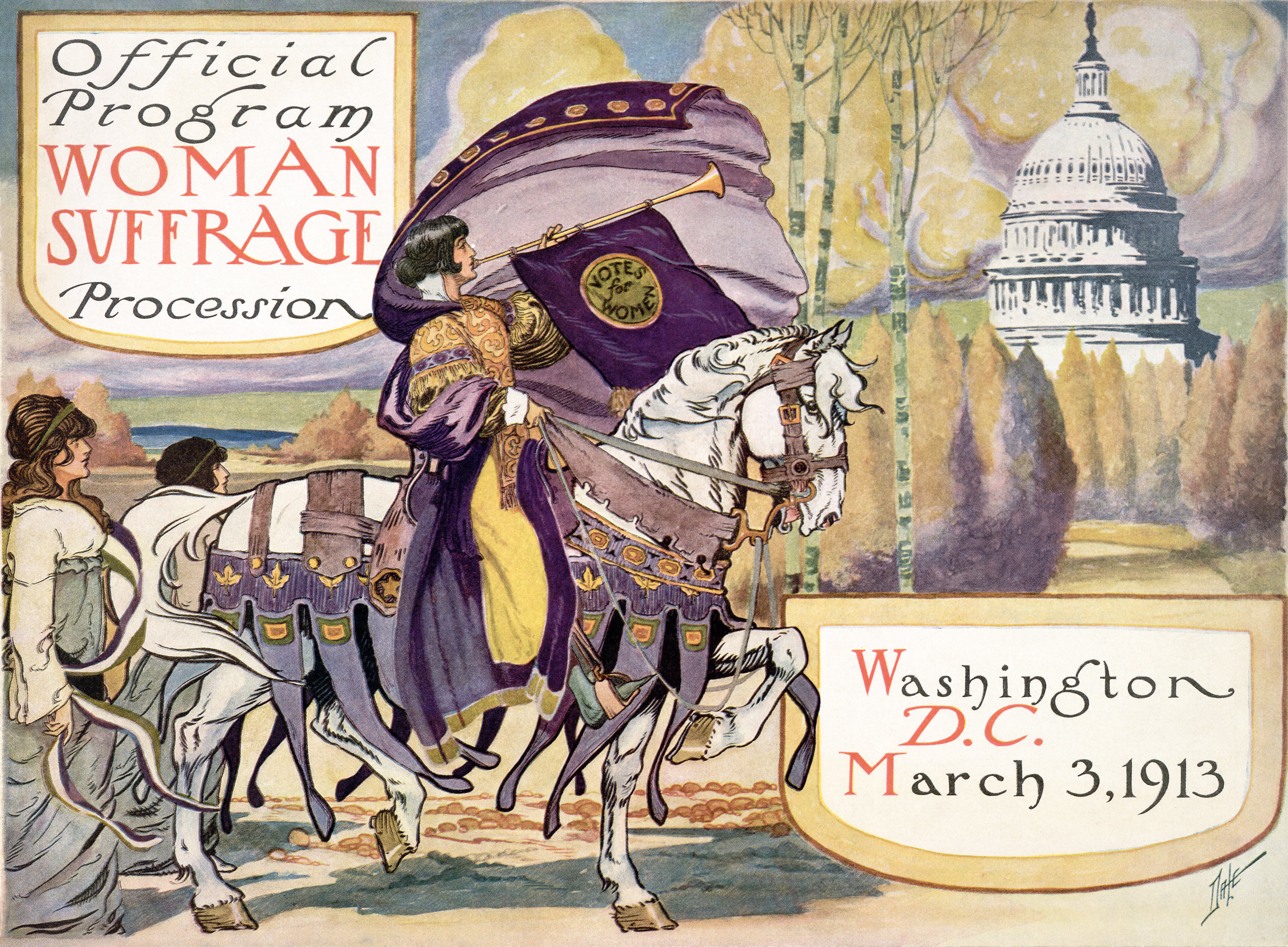
Programa oficial da Procissão do Sufrágio Feminino de 1913. Na marcha real, a mulher montada a cavalo era Inez Milholland.

O conceito de Nova Mulher surgiu no final do século XIX para caracterizar a atividade cada vez mais independente das mulheres, especialmente da geração mais jovem. De acordo com um estudioso, "a Nova Mulher ficou associada ao surgimento do feminismo e à campanha pelo sufrágio feminino, bem como ao aumento do consumismo, à cultura de massa e às expressões mais livres da sexualidade que definiram as primeiras décadas do século XX".
A transição das mulheres para o espaço público manifestou-se de diversas formas. No final da década de 1890, o aumento da popularidade da bicicleta entre as mulheres não apenas ampliou sua mobilidade, mas também desafiou as noções tradicionais de fragilidade e fraqueza associadas ao feminino. Susan B. Anthony observou que as bicicletas tinham "feito mais para emancipar as mulheres do que qualquer outra coisa no mundo". Elizabeth Cady Stanton disse que "a mulher está caminhando para o sufrágio na bicicleta".
As ativistas faziam campanha pelo sufrágio de maneiras que ainda eram consideradas por muitos como "não femininas", como marchar em desfiles e fazer discursos nas esquinas em caixas de sabão. Em Nova York, em 1912, as sufragistas organizaram uma Caminhada até Albany de 12 dias e 170 milhas para entregar petições de sufrágio ao novo governador. Em 1913, o "Army of the Hudson" sufragista marchou 250 milhas de Nova York a Washington em dezesseis dias, ganhando publicidade nacional.

### Novas organizações sufragistas

#### Liga do Sufrágio Igualitário Universitário

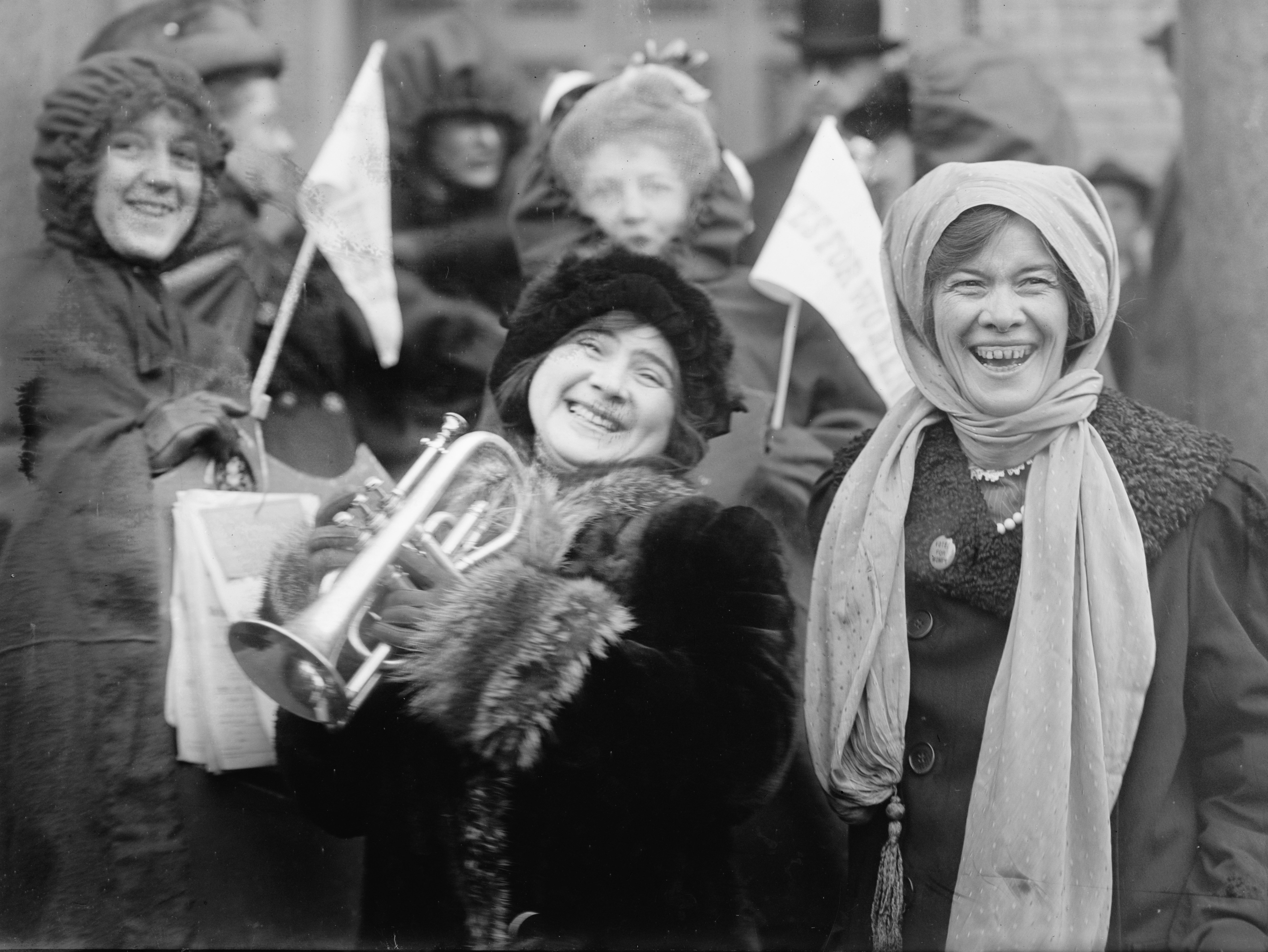
Mulheres sufragistas se manifestando pelo direito ao voto em 1913.

Quando Maud Wood Park [en] participou da convenção da NAWSA em 1900, ela notou que era praticamente a única jovem presente. Após retornar a Boston, Park, com a ajuda da colega ex-aluna da Radcliffe, Inez Haynes Irwin, fundou a Liga do Sufrágio Igualitário Universitário (College Equal Suffrage League) e a filiou à NAWSA. Graças em grande parte aos esforços de Park, foram organizados grupos semelhantes em campi de 30 estados, o que levou à formação da Liga Nacional de Sufrágio Igualitário Universitário [en] (National College Equal Suffrage League) em 1908.

#### Liga da Igualdade das Mulheres Autossuficientes
As táticas dramáticas da ala militante do movimento sufragista britânico começaram a influenciar o movimento nos EUA. Harriet Stanton Blatch [en] filha de Elizabeth Cady Stanton, retornou aos EUA após vários anos na Inglaterra, onde se envolveu com grupos sufragistas em suas fases iniciais de militância. Em 1907, ela fundou a Liga da Igualdade das Mulheres Autossuficientes (Equality League of Self-Supporting Women), mais tarde chamada de União Política das Mulheres (Women's Political Union), que contava com mulheres trabalhadoras, tanto profissionais quanto industriais. A Liga da Igualdade iniciou a prática de realizar desfiles de sufrágio e organizou os primeiros comícios de sufrágio ao ar livre em trinta anos, atraindo cerca de 25.000 participantes para esses eventos.

#### Conselho Nacional de Mulheres Eleitoras
O Conselho Nacional de Mulheres Eleitoras (National Council of Women Voters - NCWV) foi fundado em 1911 para representar as mulheres nos estados onde o sufrágio feminino havia sido alcançado. Inicialmente, esses estados eram Wyoming, Colorado, Idaho, Utah e Washington. Alguns outros estados, inclusive a Califórnia, seguiram o exemplo logo depois. Emma Smith Devoe [en] foi a presidente da NCWV durante seus nove anos de existência. Ela havia sido presidente da Associação de Sufrágio Igualitário de Washington durante a bem-sucedida campanha pelo sufrágio naquele estado em 1910. Atuando como um grupo de pressão política, o NCWV trabalhou na promoção de leis de interesse para as mulheres nos estados onde elas tinham direito ao voto. Com a expansão do sufrágio para outros estados, a NCWV ampliou seu poder político para apoiar a aprovação da Décima Nona Emenda. Após a ratificação da Emenda, o NCWV e a NAWSA se uniram para formar a Liga das Mulheres Eleitoras (League of Women Voters).

#### Partido Nacional da Mulher
O trabalho em prol de uma emenda ao sufrágio nacional foi consideravelmente reduzido em favor de campanhas estaduais depois que as duas principais organizações sufragistas se fundiram em 1890 para formar a NAWSA. No entanto, o interesse em uma emenda constitucional foi reavivado principalmente por Alice Paul. Em 1910, Paul retornou dos Estados Unidos após uma estada na Inglaterra, onde havia se envolvido na ala militante do movimento sufragista. Lá, ela foi presa e submetida a alimentações forçadas após uma greve de fome. Em janeiro de 1913, como presidente do Comitê do Congresso da NAWSA, Paul chegou a Washington com o objetivo de revitalizar a campanha por uma emenda constitucional que garantisse o direito de voto às mulheres. Juntamente com Lucy Burns, ela organizou uma passeata pelo sufrágio em Washington no dia anterior à posse de Woodrow Wilson como presidente. A marcha enfrentou oposição violenta, que só foi controlada com a intervenção de uma unidade de cavalaria. A indignação pública com o incidente, que resultou na demissão do chefe de polícia, trouxe nova visibilidade e impulso ao movimento. Em 1914, Paul e suas seguidoras começaram a referir-se à proposta de emenda como "Emenda Susan B. Anthony", um nome amplamente adotado.

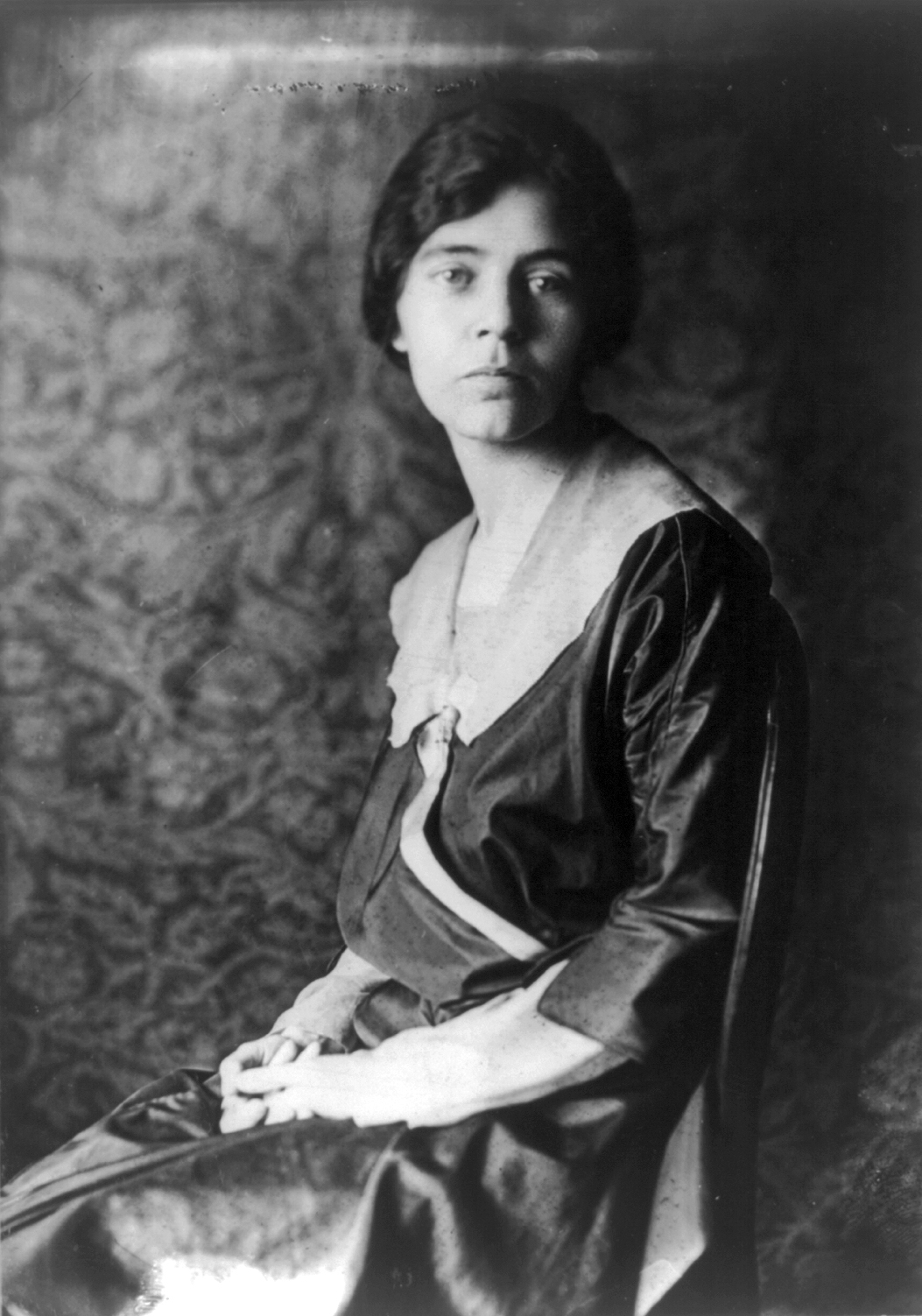
Alice Paul.

Paul argumentava que, como os democratas não estavam dispostos a conceder o direito de voto às mulheres, apesar de controlarem a presidência e as duas casas do Congresso, o movimento sufragista deveria trabalhar para derrotar todos os candidatos democratas, independentemente de suas posições individuais sobre o sufrágio. Ela e Burns formaram um grupo de lobby separado, a União Congressional, para seguir essa estratégia. Em resposta, a NAWSA retirou seu apoio ao grupo de Paul em 1913 e continuou a apoiar qualquer candidato que fosse favorável ao sufrágio, independentemente do partido político. Em 1916, a União Política Feminina de Harriet Stanton Blatch se fundiu com a União Congressional de Paul.
Em 1916, Paul formou o Partido Nacional da Mulher (National Woman's Party - NWP). A divisão no movimento feminino resultou em uma divisão de trabalho: enquanto a NAWSA aprimorava sua imagem de respeitabilidade e se envolvia em lobbies organizados nacional e estadualmente, o NWP, embora menor, ficou conhecido por suas atividades dramáticas e confrontativas, principalmente na capital nacional. Uma das formas de protesto adotadas pelo NWP foram as "watchfires", que consistiam na queima de cópias dos discursos do Presidente Wilson, geralmente do lado de fora da Casa Branca ou no Lafayette Park. O NWP continuou a realizar essas fogueiras mesmo após o início da Primeira Guerra Mundial, atraindo críticas de parte do público e até de outros grupos sufragistas, que consideravam essas ações antipatrióticas.

#### Conferência do Sufrágio Feminino dos Estados do Sul
quando Kate Gordon, da Louisiana, e Laura Clay, do Kentucky, fundaram a Conferência do Sufrágio Feminino dos Estados do Sul (Southern States Woman Suffrage Conference - SSWSC). As sufragistas da SSWSC optaram por trabalhar dentro dos costumes de segregação racial de seus estados e defenderam abertamente que a emancipação das mulheres brancas fortaleceria a ordem socioeconômica e política associada à supremacia branca. Para explicar como sua ideologia se alinhava com o status quo cada vez mais rígido da segregação, publicaram um jornal, New Southern Citizen, com o lema: "Torne os Estados do Sul Brancos". A SSWSC entrou em crescente conflito com a NAWSA, cuja estratégia estava focada na obtenção de uma emenda federal para o sufrágio feminino. Apesar disso, a maioria das sufragistas sulistas continuou a trabalhar em colaboração com a NAWSA. Gordon fez campanha ativa contra a Décima Nona Emenda, temendo que a emenda, ao conceder o direito de voto às mulheres em geral, também beneficiasse as mulheres afro-americanas. Laura Clay, em um debate com a presidente da Associação de Direitos Iguais do Kentucky (Kentucky Equal Rights Association), Madeline McDowell Breckinridge [en], argumentou que a emenda levantaria o espectro das intervenções da Era da Reconstrução e aumentaria o escrutínio federal das eleições no Sul.

### Periódicos sobre sufrágio
Stanton e Anthony lançaram um jornal semanal de dezesseis páginas chamado The Revolution em 1868. O periódico focava principalmente nos direitos das mulheres, especialmente o sufrágio, mas também abordava política, o movimento trabalhista e outros temas. Seu estilo enérgico e abrangente conferiu-lhe uma influência duradoura, embora as dívidas acumuladas, devido à falta de financiamento esperado, tenham forçado a transferência do jornal para outras mãos após apenas 29 meses. A NWSA, organização de Stanton e Anthony, passou a depender de outros periódicos para representar seu ponto de vista, como The National Citizen and Ballot Box, editado por Matilda Joslyn Gage, e The Woman's Tribune [en], editado por Clara Bewick Colby.
Em 1870, logo após a formação da AWSA, Lucy Stone lançou o Woman's Journal, um jornal semanal de oito páginas dedicado à defesa dos direitos das mulheres, especialmente o sufrágio. Com melhor financiamento e um tom menos radical que The Revolution, o Woman's Journal teve uma longevidade muito maior. Na década de 1880, tornou-se uma voz não oficial do movimento sufragista como um todo. Em 1916, a NAWSA adquiriu o Woman's Journal, investindo uma quantia significativa para aprimorá-lo. O jornal foi renomeado Woman Citizen e declarado o órgão oficial da NAWSA.
Alice Paul começou a publicar o The Suffragist em 1913, enquanto ainda fazia parte da NAWSA. A editora do semanário de oito páginas era Rheta Childe Dorr [en], uma jornalista experiente.

### Virada da maré

A situação do sufrágio feminino antes da aprovação da Décima Nona Emenda em 1920.
Sufrágio pleno
Sufrágio presidencial (voto apenas para presidente)
Sufrágio primário (voto apenas nas eleições primárias)
Sufrágio municipal (voto somente nas eleições municipais)
Sufrágio em escolas, títulos ou impostos (voto apenas em eleições especiais)
Sufrágio municipal em algumas cidades
Sufrágio primário em algumas cidades
Sem sufrágio

A Nova Zelândia concedeu o direito de voto às mulheres em 1893, tornando-se o primeiro país a fazê-lo em nível nacional. Nos EUA, as mulheres conquistaram o direito de voto nos seguintes estados: Washington, em 1910; Califórnia, em 1911; Oregon, Kansas e Arizona, em 1912; e Illinois, em 1913. Alguns estados também permitiram que as mulheres votassem em eleições escolares, municipais ou para membros do Colégio Eleitoral. Além disso, alguns territórios, como Washington, Utah e Wyoming, permitiram que as mulheres votassem antes de se tornarem estados. À medida que o sufrágio feminino se expandia para mais estados, os congressistas desses estados começaram a apoiar uma emenda nacional para o sufrágio e a prestar mais atenção a questões como o trabalho infantil.
As campanhas de reforma da Era Progressiva fortaleceram o movimento sufragista. Com início por volta de 1900, esse movimento amplo abordava a corrupção no governo, o trabalho infantil e a proteção de trabalhadores e consumidores. Muitos participantes viam o sufrágio feminino como uma meta progressista essencial e acreditavam que a inclusão das mulheres no eleitorado ajudaria a atingir outras metas. Em 1912, o Partido Progressista, fundado por Theodore Roosevelt, apoiou o sufrágio feminino, e o movimento socialista também o apoiou em algumas áreas.

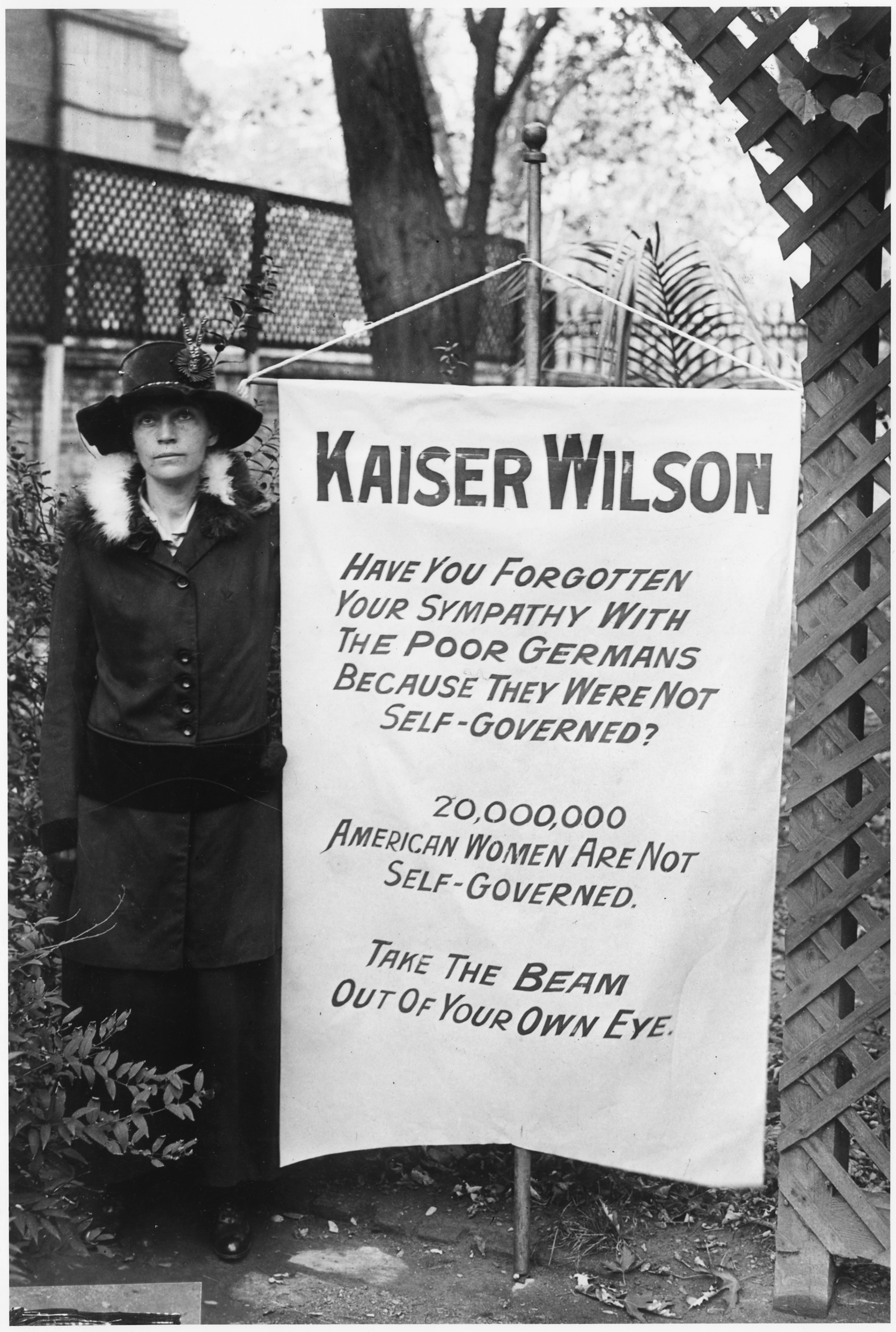
Faixa "Kaiser Wilson" segurada por um membro da NWP em um piquete na Casa Branca

Em 1916, o sufrágio feminino se tornou uma questão nacional importante, e a NAWSA se tornou a maior organização voluntária do país, com dois milhões de membros. Naquele ano, as convenções dos partidos Democrata e Republicano endossaram o sufrágio feminino, mas apenas em nível estadual, permitindo que os estados implementassem o sufrágio de maneiras diferentes ou, em alguns casos, não o implementassem. Decepcionada com essa abordagem, Catt convocou uma convenção emergencial da NAWSA e propôs o que ficou conhecido como "Winning Plan". A NAWSA passou a se concentrar em conseguir uma emenda nacional ao sufrágio, embora inicialmente se focasse na conquista do sufrágio em cada estado para acomodar os membros do Sul que se opunham a uma emenda federal, considerando-a uma violação dos direitos dos estados. A convenção de 1916 aprovou a proposta de Catt de tornar a emenda nacional uma prioridade, autorizando a diretoria executiva a elaborar um plano para atingir essa meta e a assumir o trabalho caso a organização estadual se recusasse a cumpri-lo.
Em 1917, Catt recebeu uma herança de US$ 900.000 da Sra. Frank (Miriam) Leslie para apoiar o movimento sufragista. Catt formou a Comissão de Sufrágio Feminino de Leslie [en] (Leslie Woman Suffrage Commission) para distribuir os fundos, a maioria dos quais foram usados para apoiar as atividades da NAWSA em um momento crucial para o movimento.
Em janeiro de 1917, a NWP iniciou piquetes na Casa Branca, um local que nunca havia sido alvo de protestos. As faixas exigiam o sufrágio feminino. A tensão aumentou em junho, quando uma delegação russa visitou a Casa Branca e os membros da NWP exibiram uma faixa com a mensagem: "Nós, as mulheres dos Estados Unidos, dizemos que os Estados Unidos não são uma democracia. Vinte milhões de mulheres americanas não têm o direito de votar. O presidente Wilson é o principal oponente de sua emancipação nacional". Em agosto, outra faixa se referia ao "Kaiser Wilson" e comparava a situação do povo alemão com a das mulheres americanas.
Alguns espectadores, incluindo multidões de homens bêbados que estavam na cidade para a segunda posse de Woodrow Wilson, reagiram com violência, arrancando faixas das mãos dos manifestantes. A polícia, que havia sido contida anteriormente, começou a prender os manifestantes por bloqueio da calçada. No final, mais de 200 pessoas foram presas, e cerca da metade delas foi para a prisão. Em outubro, Alice Paul foi condenada a sete meses de prisão. Quando ela e outras prisioneiras iniciaram uma greve de fome, as autoridades prisionais as alimentaram à força. A publicidade negativa gerada por essa prática severa aumentou a pressão sobre a administração, que eventualmente libertou todas as prisioneiras.
A entrada dos EUA na Primeira Guerra Mundial, em abril de 1917, teve um impacto significativo no movimento sufragista. Para substituir os homens que foram para o exército, as mulheres passaram a trabalhar em locais tradicionalmente masculinos, como siderúrgicas e refinarias de petróleo. A NAWSA colaborou com o esforço de guerra, com Catt e Shaw participando do Comitê de Mulheres do Conselho de Defesa Nacional [en]. O NWP, por outro lado, não cooperou com o esforço de guerra. Jeannette Rankin, eleita em 1916 por Montana como a primeira mulher no Congresso, foi uma das cinquenta a votar contra a declaração de guerra.
Em novembro de 1917, um referendo em Nova York, na época o estado mais populoso do país, aprovou o direito de voto às mulheres por uma margem substancial. Em setembro de 1918, o Presidente Wilson discursou no Senado, pedindo a aprovação da emenda do sufrágio como uma medida de guerra, dizendo: "Fizemos das mulheres parceiras nesta guerra; devemos admiti-las apenas como parceiras de sofrimento, sacrifício e trabalho e não como parceiras de privilégios e direitos?" Nas eleições de 1918 [en], apesar da ameaça da gripe espanhola, outros três estados (Oklahoma, Dakota do Sul e Michigan) aprovaram iniciativas nas urnas para conceder o direito de voto às mulheres, e dois senadores em exercício (John Weeks [en], de Massachusetts, e Willard Saulsbury Jr. [en], de Delaware) perderam suas campanhas de reeleição devido à sua oposição ao sufrágio.
No final de 1919, as mulheres podiam efetivamente votar para presidente em estados com 326 votos eleitorais de um total de 531. Os líderes políticos que se convenceram da inevitabilidade do sufrágio feminino começaram a pressionar os legisladores locais e nacionais a apoiá-lo para que seus respectivos partidos pudessem reivindicar o crédito por ele em eleições futuras.
A guerra serviu como um catalisador para a extensão do sufrágio em vários países. Na Grã-Bretanha, cerca de metade das mulheres conquistou o direito de voto em janeiro de 1918, e as mulheres na maioria das províncias canadenses também obtiveram o direito, com Quebec sendo a principal exceção.

### Décima Nona Emenda

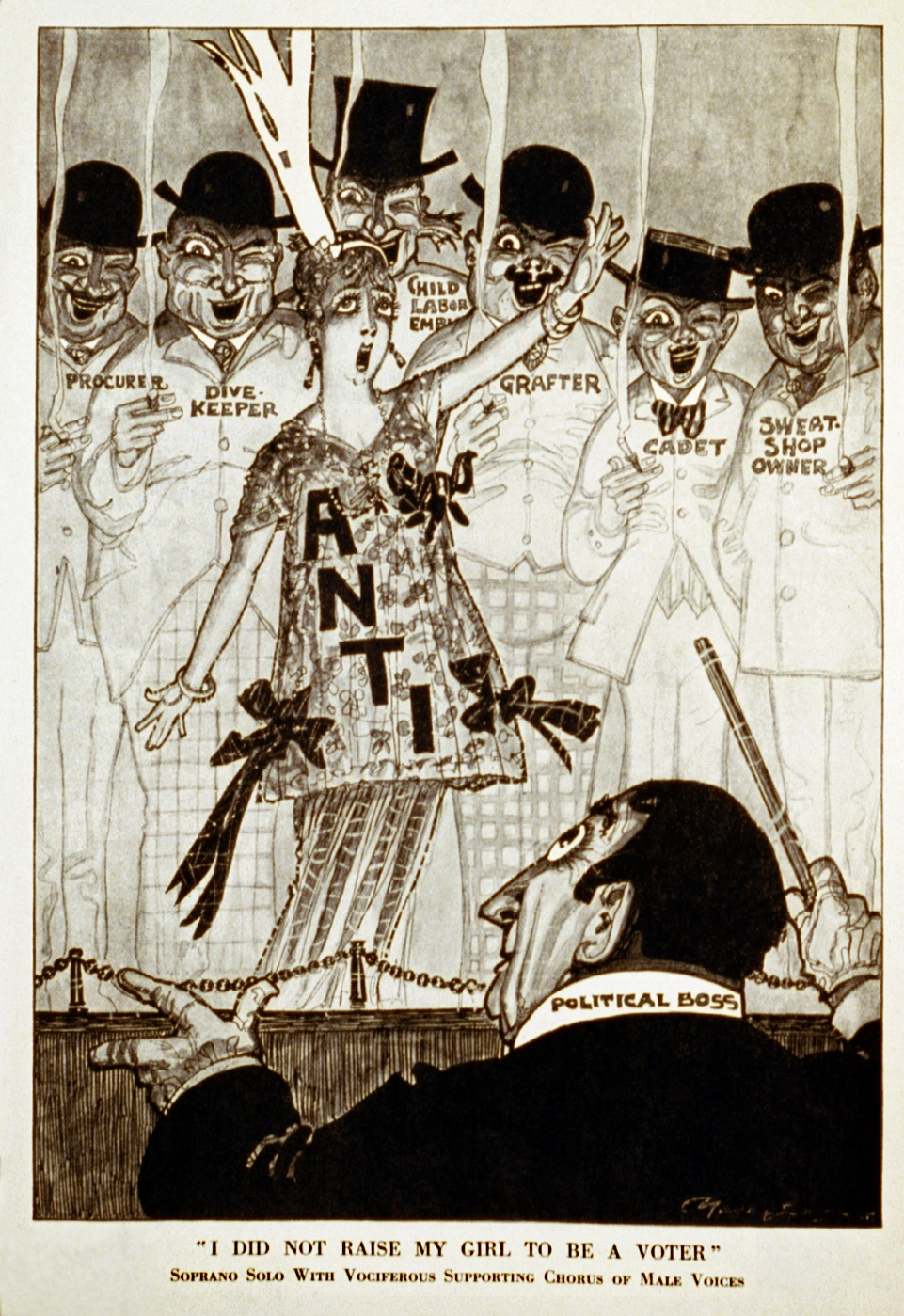
Um coro de homens de má reputação apoia uma mulher anti-sufrágio neste desenho animado de 1915 da revista Puck. A legenda "I didn't raise my girl to be a voter" (Eu não criei minha garota para ser uma eleitora) parodia a canção antiguerra "en" (Eu não criei meu garoto para ser um soldado).

A Primeira Guerra Mundial teve um impacto profundo sobre o sufrágio feminino em todos os países beligerantes. As mulheres desempenharam papéis importantes nas frentes domésticas, e muitos países reconheceram seus sacrifícios concedendo-lhes o direito de voto durante ou logo após a guerra. Entre esses países estavam os EUA, Grã-Bretanha, Canadá (exceto Quebec), Dinamarca, Áustria, Países Baixos, Alemanha, Rússia e Suécia. A Irlanda introduziu o sufrágio universal com a independência. A França quase conseguiu a aprovação, mas não chegou a implementá-la. Apesar de seu eventual sucesso, grupos como o Partido Nacional da Mulher, que continuaram os protestos militantes durante a guerra, foram criticados por outros grupos sufragistas e pelo público, que os consideravam antipatrióticos.

Em 12 de janeiro de 1915, um projeto de lei sobre o sufrágio foi apresentado à Câmara dos Representantes, mas foi derrotado por uma votação de 204 a 174 (Democratas: 170 a 85 contra, Republicanos: 81 a 34 a favor, Progressistas: 6 a 0 a favor). O presidente Woodrow Wilson não se manifestou até ter certeza de que o Partido Democrata o apoiaria. O referendo de 1917 no estado de Nova York a favor do sufrágio foi decisivo para ele. Quando outro projeto de lei foi apresentado à Câmara em janeiro de 1918, Wilson fez um apelo forte e amplamente divulgado para que a Câmara aprovasse o projeto. Behn argumenta que:
A Associação Nacional Americana pelo Sufrágio Feminino, e não o Partido Nacional da Mulher, foi decisiva na conversão de Wilson à causa da emenda federal porque sua abordagem espelhava sua própria visão conservadora do método apropriado de reforma: conquistar um amplo consenso, desenvolver uma justificativa legítima e tornar a questão politicamente valiosa. Além disso, defendo que Wilson teve um papel significativo na aprovação bem-sucedida no Congresso e na ratificação nacional da 19ª Emenda.
A emenda foi aprovada por dois terços da Câmara, com apenas um voto de diferença. A votação foi então levada ao Senado. Novamente, o presidente Wilson fez um apelo, mas em 30 de setembro de 1918, a emenda ficou dois votos abaixo dos dois terços necessários para a aprovação, com 53 votos a favor e 31 contra (republicanos: 27 a 10 a favor, democratas: 26 a 21 a favor). Em 10 de fevereiro de 1919, foi novamente votada e perdeu por apenas um voto, com 54 a favor e 30 contra (republicanos: 30 a 12 a favor, democratas: 24 a 18 a favor).

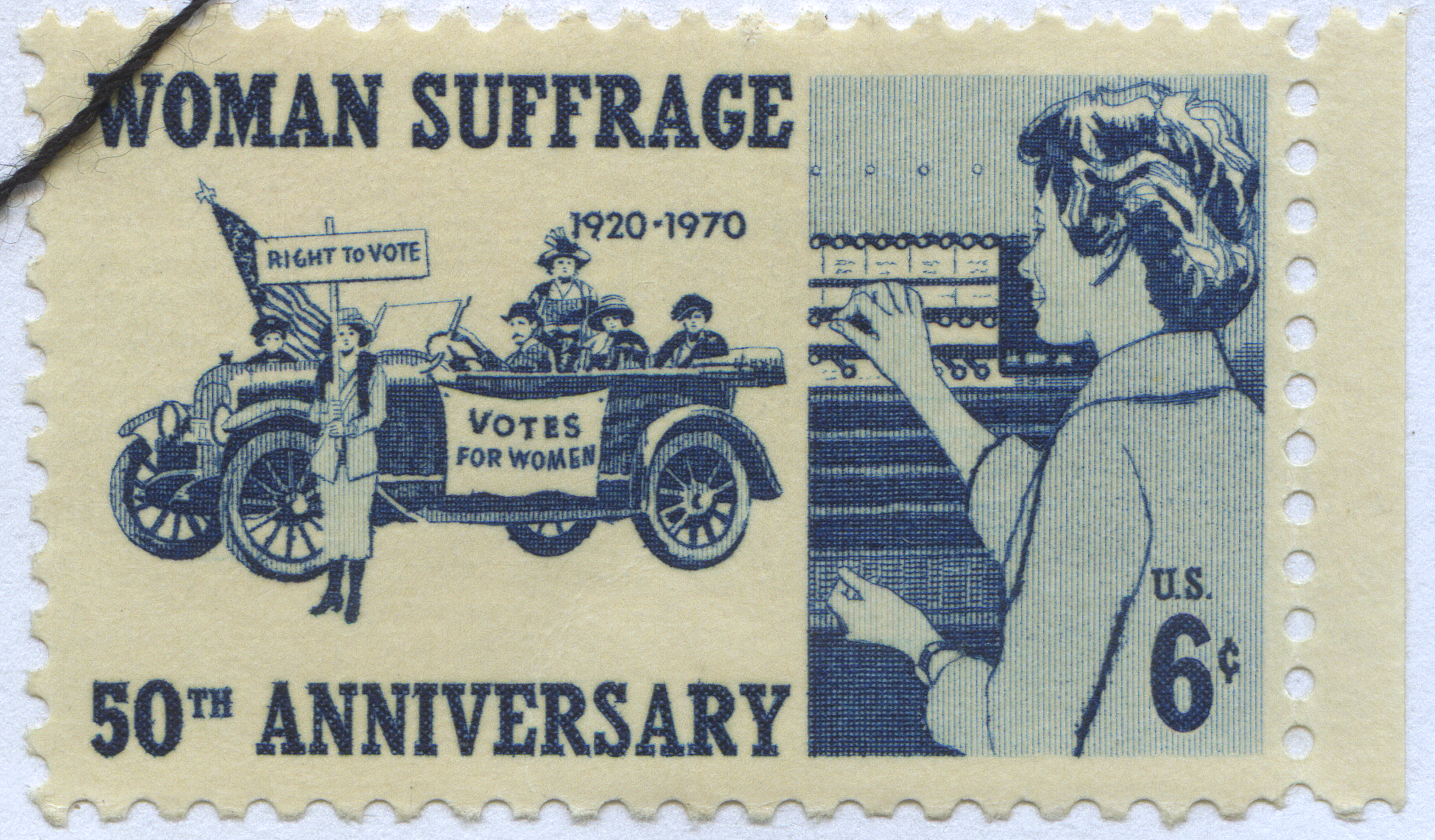
Selo dos EUA de 1970 comemorando os 50 anos do sufrágio feminino.

Havia uma ansiedade considerável entre os políticos de ambos os partidos para que a emenda fosse aprovada e entrasse em vigor antes das eleições gerais de 1920. O presidente convocou uma sessão especial do Congresso, e um projeto de lei introduzindo a emenda foi apresentado novamente à Câmara. Em 21 de maio de 1919, foi aprovado por 304 a 89 (republicanos: 200 a 19 a favor, democratas: 102 a 69 a favor, sindicatos trabalhistas: 1 a 0 a favor, proibicionistas: 1 a 0 a favor), obtendo 42 votos a mais do que o necessário. Em 4 de junho de 1919, foi apresentado ao Senado e, após uma longa discussão, foi aprovado com 56 votos a favor e 25 contra (republicanos: 36 a 8 a favor, democratas: 20 a 17 a favor). Em poucos dias, Wisconsin, Illinois e Michigan ratificaram a emenda, pois seus legislativos estavam em sessão. Outros estados seguiram o exemplo em um ritmo regular, até que a emenda foi ratificada por 35 das 36 legislaturas estaduais necessárias. Depois de Washington, em 22 de março de 1920, a ratificação ficou parada por meses. Finalmente, em 18 de agosto de 1920, o Tennessee ratificou por pouco a Décima Nona Emenda, tornando-a lei em todos os Estados Unidos. Assim, a eleição de 1920 se tornou a primeira eleição presidencial dos Estados Unidos em que as mulheres puderam votar em todos os estados.
Três outros estados, Connecticut, Vermont e Delaware, aprovaram a emenda em 1923. Eles foram seguidos por estados do sul. Quase vinte anos depois, Maryland ratificou a emenda em 1941. Depois de mais dez anos, a Virgínia ratificou a Décima Nona Emenda em 1952, seguida pelo Alabama em 1953. Depois de mais 16 anos, a Flórida e a Carolina do Sul aprovaram os votos necessários para a ratificação em 1969, seguidas dois anos depois pela Geórgia, Louisiana e Carolina do Norte.
O Mississippi não ratificou a Décima Nona Emenda até 1984, sessenta e quatro anos após a lei ter sido promulgada em nível nacional.

## Efeitos da Décima Nona Emenda

### Estados Unidos

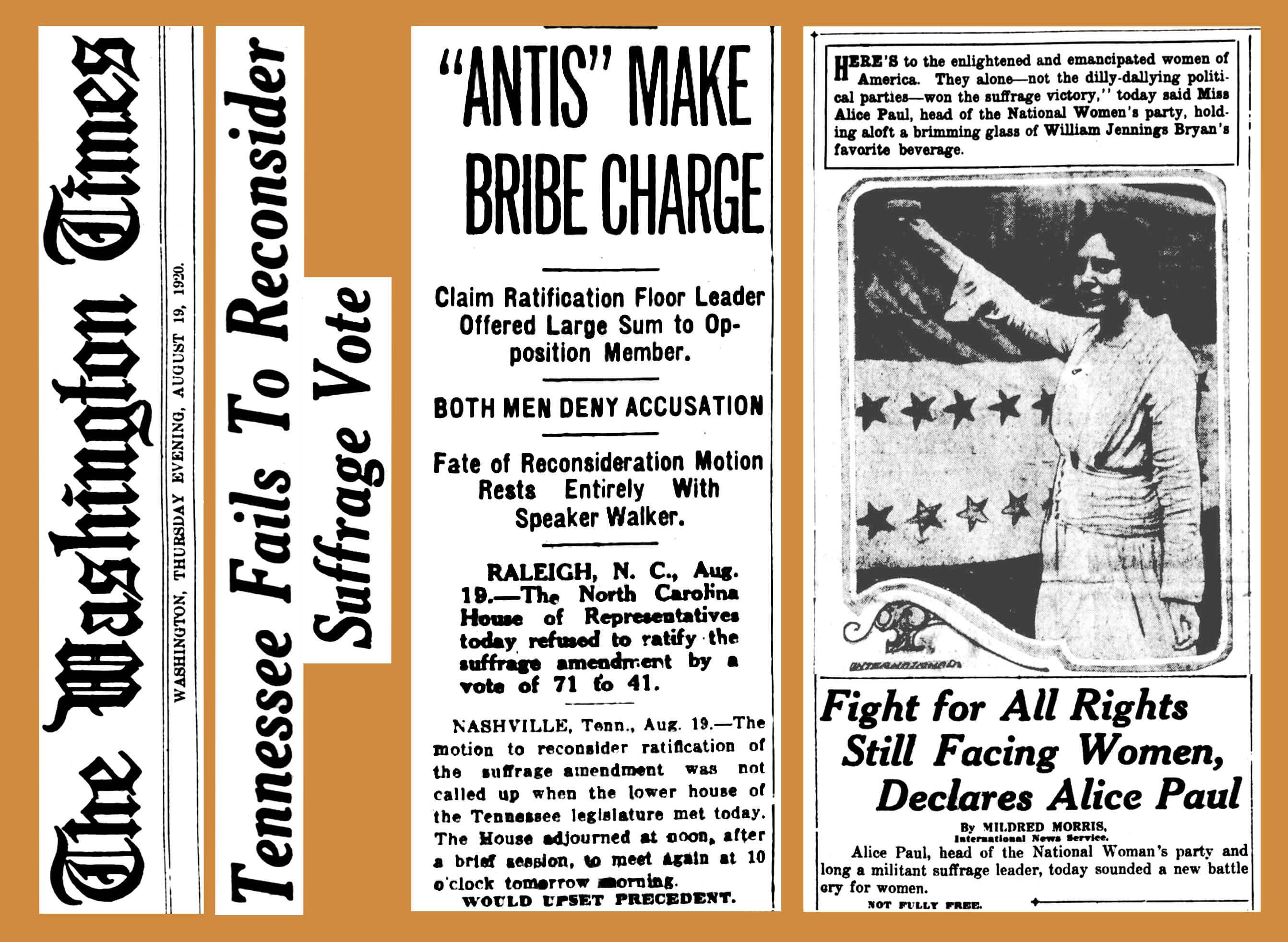
Após a ratificação, Alice Paul advertiu que "as mulheres ainda não são totalmente livres" e que elas "não podem esperar nada dos políticos [...] até que se posicionem como uma unidade em um partido próprio", dizendo que a discriminação ainda existe "nos livros de estatutos que não serão removidos pela ratificação". Paul acusou a aprovação da emenda somente porque "finalmente se tornou mais conveniente para aqueles que controlam o governo ajudar o sufrágio do que se opor a ele".

Os políticos responderam ao novo eleitorado ampliado enfatizando questões de interesse especial para as mulheres, como a proibição, a saúde infantil, as escolas públicas e a paz mundial. Embora as mulheres respondessem a essas questões, em termos de votação geral, elas demonstravam perspectivas e comportamentos semelhantes aos dos homens.

A organização sufragista NAWSA transformou-se na Liga das Mulheres Eleitoras, enquanto o Partido Nacional das Mulheres de Alice Paul começou a fazer lobby pela igualdade total e pela Emenda dos Direitos Iguais. Essa emenda foi aprovada pelo Congresso durante a segunda onda do movimento das mulheres em 1972, mas não foi ratificada e, portanto, nunca entrou em vigor. A principal onda de votação feminina ocorreu em 1928, quando as máquinas políticas das grandes cidades reconheceram a importância do apoio feminino para eleger Al Smith, enquanto as zonas rurais secas mobilizaram as mulheres para apoiar a Lei Seca e votar no republicano Herbert Hoover. As mulheres católicas, que eram relutantes em votar no início da década de 1920, se registraram em grande número para a eleição de 1928, na qual o catolicismo se tornou uma questão importante. Embora algumas mulheres tenham sido eleitas para cargos públicos, nenhuma delas se tornou especialmente proeminente durante esse período. De modo geral, o movimento pelos direitos das mulheres sofreu um declínio notável durante a década de 1920.

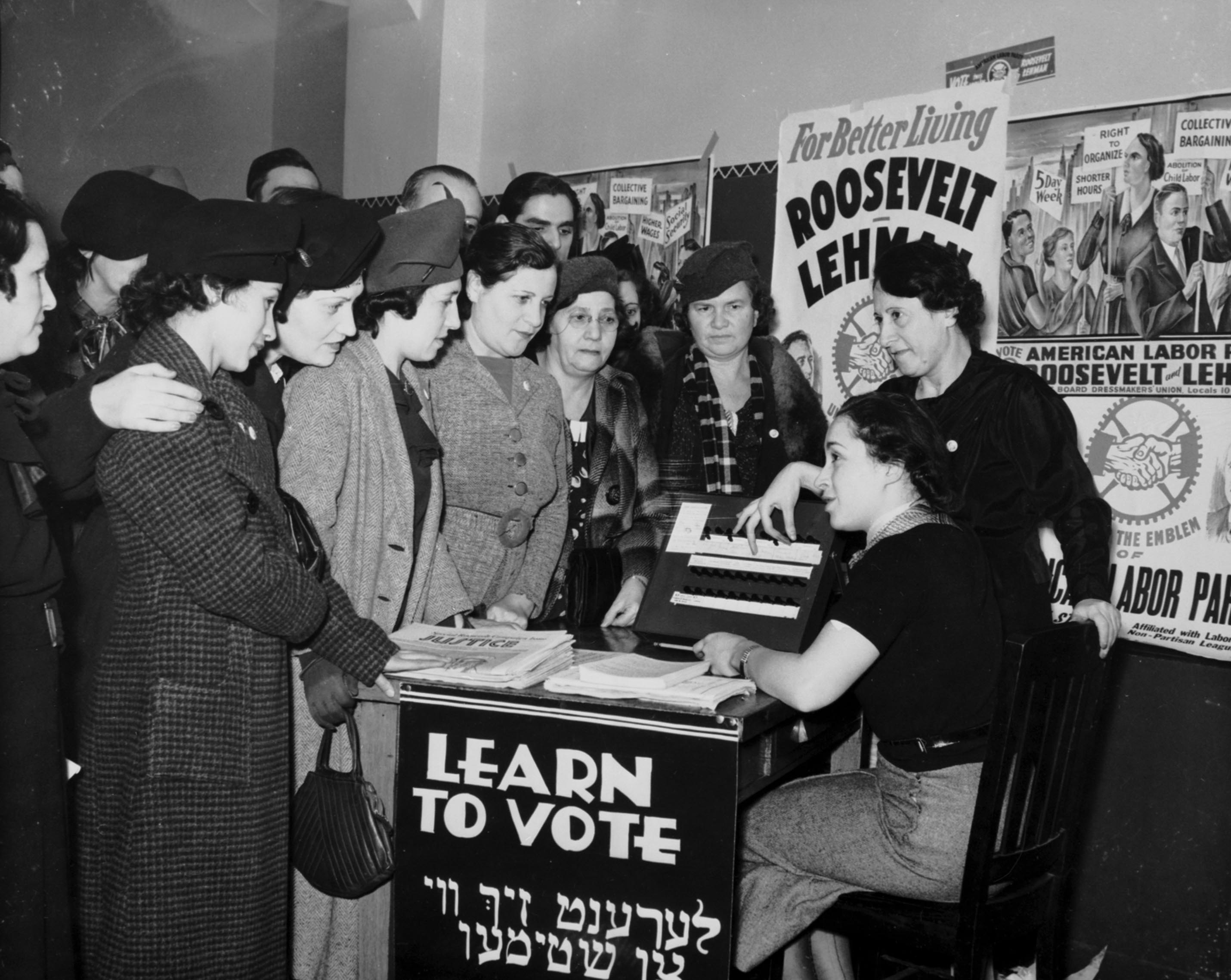
Mulheres cercadas por pôsteres em inglês e iídiche apoiando Franklin D. Roosevelt, Herbert H. Lehman e o Partido Trabalhista Americano ensinam outras mulheres a votar, 1936.

A aprovação da Décima Nona Emenda não garantiu, na prática, o sufrágio para todas as mulheres nos Estados Unidos. Os direitos das mulheres a uma identidade pública eram restritos pela prática da lei comum de cobertura. Como as mulheres não eram cidadãs por direito próprio e as mulheres casadas eram obrigadas a assumir a cidadania e os requisitos de residência de seus cônjuges, muitas mulheres após o casamento não tinham direito ao voto. A Lei de Naturalização de 1790 concedia a qualquer pessoa branca livre que atendesse às políticas de caráter e residência o direito de se tornar cidadão, e a 14ª Emenda estendeu a cidadania aos nascidos nos Estados Unidos, incluindo os afro-americanos.
As decisões da Suprema Corte permitiram limitações raciais à naturalização de pessoas que não eram brancas nem negras. Isso significava que latinos, asiáticos e europeus do Leste, entre outros grupos, foram impedidos de se tornar cidadãos em vários momentos. As exclusões baseadas em raça também se aplicavam às mulheres nativas americanas que viviam em reservas, até a aprovação da Lei de Cidadania Indígena em 1924. Como resultado, se uma mulher americana se casasse com alguém que não fosse elegível para naturalização, ela perderia sua cidadania até a aprovação da Lei Cable de 1922 e várias emendas subsequentes.
Como a Constituição dos EUA concede aos estados a autoridade para determinar quem está qualificado para votar nas eleições, até a aprovação da Lei de Direitos de Voto de 1965, as variações legislativas entre os estados levaram a direitos civis extremamente diferentes para as mulheres, dependendo de sua residência. Restrições como requisitos de alfabetização, testes de caráter moral e impostos eleitorais foram usados para excluir legalmente as mulheres do direito de votar. Um grande número de mulheres afro-americanas, bem como homens, continuou a ter o sufrágio negado nos estados do Sul. Os latinos e as mulheres que não falavam inglês eram rotineiramente excluídos pelos requisitos de alfabetização nos estados do Norte, e muitas mulheres pobres, independentemente da raça, não tinham condições de pagar os impostos eleitorais. Como os salários das mulheres casadas e o acesso legal ao dinheiro eram controlados por seus maridos, muitas mulheres casadas não tinham condições de pagar os impostos eleitorais. Em 1940, as mulheres norte-americanas obtiveram seu próprio status legal como cidadãs e foram tomadas providências para que as mulheres que haviam perdido a cidadania por meio do casamento pudessem recuperá-la.

### Mulheres nativas americanas
O primeiro movimento de sufrágio nativo americano [en] se inspirou no igualitarismo político da sociedade iroquesa. Mulheres e homens nativos americanos receberam nominalmente o direito de votar com a aprovação da Lei de Cidadania Indígena em 1924 [en]. No entanto, até a década de 1950, alguns estados ainda impediam os nativos americanos de votar, a menos que eles tivessem adotado a cultura e o idioma da sociedade americana, renunciado à sua filiação tribal ou se mudado para áreas urbanas. O sufrágio universal não foi plenamente garantido na prática até a aprovação da Lei de Direitos de Voto de 1965. Mesmo após essa lei, eleitores indígenas continuam a enfrentar barreiras à participação política.

### Territórios dos EUA
Na época em que a 19ª Emenda foi aprovada, tanto Porto Rico quanto as Ilhas Virgens eram territórios não incorporados dos Estados Unidos. As sufragistas acreditavam que as mulheres das Ilhas Virgens haviam sido emancipadas quando os dinamarqueses estenderam o sufrágio em 1915, uma vez que as Índias Ocidentais Dinamarquesas eram então uma possessão dinamarquesa. Da mesma forma, como os porto-riquenhos foram confirmados como cidadãos americanos em 1917, presumiu-se que o sufrágio também havia sido estendido a Porto Rico com a aprovação da 19ª Emenda. No entanto, ao questionar sua aplicabilidade em Porto Rico, o governador Arthur Yager [en] recebeu esclarecimentos do Escritório de Assuntos Insulares de que a aprovação ou ratificação da emenda nos estados não concederia o sufrágio feminino em Porto Rico devido ao status de território não incorporado. Em 1921, a Suprema Corte dos EUA esclareceu que os direitos constitucionais não se estendiam aos residentes dos dois territórios, conforme definidos em Porto Rico pela Lei Orgânica de 1900 e nas Ilhas Virgens pela Lei Colonial Dinamarquesa de 1906.
As sufragistas e seus apoiadores introduziram, sem sucesso, projetos de lei de emancipação na legislatura insular de Porto Rico em 1919, 1921 e 1923. Em 1924, Milagros Benet de Mewton [en] processou a junta eleitoral por se recusar a permitir que ela se registrasse. Seu caso argumentava que, como cidadã dos EUA, ela deveria ter permissão para votar de acordo com a Constituição dos EUA, pois a lei territorial não podia contrariar a lei federal. A Suprema Corte de Porto Rico [en] decidiu que a lei eleitoral não era discriminatória, pois os porto-riquenhos não tinham permissão para votar em eleições federais e que o território, assim como os estados dos EUA, mantinha o direito de definir quem tinha direito a voto. Outro projeto de lei fracassado em 1927 levou Benet e as mulheres envolvidas na Associação Pan-Americana de Mulheres a pressionar o Congresso dos Estados Unidos para que as mulheres porto-riquenhas fossem autorizadas a votar. Quando, em 1928, um projeto de lei saiu do comitê e foi agendado para votação na Câmara dos Deputados dos EUA, a legislatura porto-riquenha percebeu que, se não estendesse o sufrágio, o governo federal o faria. Eles aprovaram um projeto de lei de sufrágio limitado em 16 de abril de 1929, concedendo o direito de voto apenas às mulheres alfabetizadas. O sufrágio universal foi finalmente alcançado em Porto Rico em 1936, quando um projeto de lei apresentado pelo Partido Socialista no ano anterior foi aprovado pelo legislativo insular.
Nas Ilhas Virgens Americanas, o voto era restrito a homens alfabetizados e proprietários de imóveis. Professoras como Edith Williams [en] e Mildred V. Anduze pressionaram para que as mulheres obtivessem o direito ao voto. Em 1935, a Associação de Professores de Saint Thomas entrou com uma ação judicial contestando a aplicabilidade da Décima Nona Emenda aos habitantes das Ilhas Virgens. Em novembro de 1935, o tribunal decidiu que a Lei Colonial Dinamarquesa era inconstitucional, pois entrava em conflito com a 19ª Emenda e que não havia a intenção de limitar o direito de voto aos homens. Para testar a lei, Williams tentou se registrar para votar e incentivou outros professores a fazê-lo, mas seus pedidos foram recusados. Williams, Eulalie Stevens e Anna M. Vessup, todas alfabetizadas e proprietárias de imóveis, fizeram uma petição ao tribunal para que as eleições fossem abertas a mulheres qualificadas. O juiz Albert Levitt [en] decidiu a favor das mulheres em 27 de dezembro, o que levou a uma mobilização para o registro de eleitores em Saint Croix e Saint John.
Embora Guam tenha sido adquirido pelos Estados Unidos ao mesmo tempo que Porto Rico, a 19ª Emenda não foi estendida aos guamenses até 1968. O Congresso também a estendeu às Ilhas Marianas do Norte em 1976 sob o Pacto das Marianas. Embora o Congresso dos EUA não tenha verificado a aplicabilidade da Décima Nona Emenda à Samoa Americana, a constituição territorial implica sua aplicabilidade na jurisdição.

### Mudanças na população votante
Embora a restrição de acesso às urnas com base no sexo tenha sido considerada inconstitucional em 1920, as mulheres não compareceram às urnas em número igual ao dos homens até 1980. Um conceito importante que representa a pressão por uma representação igualitária no governo é conhecido como Representação Espelhada. Isso significa que a quantidade de representação de um sexo no governo deve corresponder à proporção desse sexo na população. Desde 1980, as mulheres têm votado nas eleições pelo menos na mesma porcentagem que os homens, e muitas vezes mais. Essa diferença no comparecimento às urnas e nas preferências entre homens e mulheres é conhecida como diferença de gênero no voto. A diferença de gênero nas votações tem impactado as eleições políticas e, consequentemente, a forma como os candidatos fazem campanha para cargos públicos.

### Mudanças na representação e nos programas governamentais
Depois que as mulheres obtiveram o direito de votar, a presença feminina no Congresso aumentou gradualmente desde 1920, com um crescimento especialmente constante a partir de 1981. Hoje, as mulheres estão cada vez mais se voltando para a política como carreira. Em nível estadual e nacional, elas têm destacado tópicos sensíveis ao gênero, como igualdade de gênero e direitos das crianças. A taxa de participação das mulheres é geralmente mais alta nos níveis locais de governo.
Em 1972, Shirley Chisholm tornou-se a primeira mulher a concorrer à indicação presidencial do Partido Democrata. Em 1984, Geraldine Ferraro tornou-se a primeira mulher indicada para a vice-presidência por um grande partido. Em 2016, Hillary Clinton fez história ao se tornar a primeira mulher a ser indicada à presidência por um grande partido. Em 2019, havia 25 mulheres entre os 100 senadores e 102 entre os 435 deputados. Isso se assemelha à média global; em 2018, pouco menos de um quarto dos representantes do parlamento em nível nacional ao redor do mundo eram mulheres. Em 2021, Kamala Harris se tornou a mulher eleita de mais alto escalão na história dos EUA ao assumir o cargo de vice-presidente ao lado do presidente Joe Biden.

### Legislação relevante
Imediatamente após a ratificação da Décima Nona Emenda, muitos legisladores temiam o surgimento de um bloco de eleitores femininos poderoso, resultado da emancipação das mulheres. Em resposta, a Lei Sheppard-Towner [en] de 1921, que expandiu os cuidados com a maternidade, foi uma das primeiras leis aprovadas com o objetivo de atrair o voto feminino, demonstrando o reconhecimento da influência crescente das mulheres no cenário político.
Outro marco significativo foi a aprovação do Título IX em 1972, como parte das Emendas Educacionais [en] de 1972. Esta lei federal proíbe a discriminação com base no sexo em qualquer escola ou programa educacional que receba verba federal, promovendo a igualdade de oportunidades para mulheres e meninas na educação.

### Efeitos socioeconômicos
Um artigo de John R. Lott e Lawrence W. Kenny, publicado pelo Journal of Political Economy, constatou que as mulheres tendem a votar com filosofias políticas mais liberais do que os homens. O estudo concluiu que o voto feminino era mais avesso ao risco e favorecia candidatos e políticas que apoiavam a transferência de riqueza, a previdência social, a tributação progressiva e um governo mais robusto.
Um estudo de 2020 revelou que "a exposição ao sufrágio durante a infância resultou em grandes aumentos no nível de escolaridade das crianças de origens desfavorecidas, especialmente negras e brancas do sul. Também descobrimos que o sufrágio levou a aumentos nos ganhos, associados ao aumento educacional, embora isso não tenha sido observado para os negros do sul". Esses ganhos são, em grande parte, impulsionados pelo aumento nos gastos com educação induzido pelo sufrágio.

### Perspectiva queer
Durante as celebrações do centenário da Décima Nona Emenda à Constituição dos Estados Unidos, o esforço de "desconstruir o movimento sufragista através de uma perspectiva queer" tornou-se uma iniciativa ativa nos círculos acadêmicos sobre sufrágio. Wendy Rouse explica que os acadêmicos já começaram a reexaminar a história do movimento sufragista sob uma perspectiva queer, desconstruindo a narrativa predominante que se concentrou nas histórias de sufragistas elitistas, brancas e de classe alta. Susan Ware acrescenta que "falar em 'perspectiva queer sobre o movimento sufragista' é identificar o movimento como um espaço onde as mulheres se sentiam livres para expressar uma ampla gama de comportamentos não conformes com o gênero, incluindo, mas não se limitando à expressão sexual, tanto em ambientes públicos quanto privados".
As sufragistas desafiaram as normas de gênero de várias maneiras. Publicamente, figuras como Annie Tinker (1884-1924) e a Dra. Margaret 'Mike' Chung (1889-1959) romperam com os padrões de vestuário e comportamento de gênero. Privadamente, muitas delas tiveram relacionamentos bi ou homossexuais, como a ativista afro-americana e escritora Alice Dunbar-Nelson [en] (1875-1935), conhecida por seus relacionamentos íntimos com outras mulheres. Os chamados "Casamentos de Boston [en]" — mulheres envolvidas em relacionamentos íntimos de longo prazo com outras mulheres — incluíam figuras proeminentes como Carrie Chapman Catt e Mary Garrett Hay, Jane Addams e Mary Rozet Smith [en], e Gail Laughlin [en] e a Dra. Mary Austin Sperry. Outras parcerias notáveis no movimento sufragista foram Susan B. Anthony com Emily Gross, e a presidente da Associação Nacional do Sufrágio Feminino Americano, Dra. Anna Howard Shaw, com a sobrinha de Susan B. Anthony, Lucy Anthony [en]. Alice Stone Blackwell também foi conhecida por seu relacionamento com Kitty Barry [en].
Além disso, muitas líderes do Partido Nacional das Mulheres viviam com outras mulheres envolvidas na política feminista, como Alma Lutz [en] e Marguerite Smith [en], Jeanette Marks [en] e Mary Wooley [en], e Mabel Vernon [en] e Consuelo Reyes-Calderón [en]. Relações significativas entre pessoas do mesmo sexo também foram comuns entre líderes como Jane Addams e Sophonisba Breckenridge [en], primeira e segunda vice-presidentes da NAWSA, respectivamente, assim como as amizades femininas íntimas e duradouras de Alice Paul. O objetivo do movimento de adotar uma "perspectiva queer" sobre o sufrágio não é desmascarar figuras históricas, mas sim reconhecer e valorizar a diversidade das identidades de gênero e experiências das pessoas que contribuíram para a causa do sufrágio. Esse enfoque amplia nossa compreensão do movimento e celebra a rica tapeçaria de contribuições que moldaram a luta pela igualdade de direitos.